# Llista de missions diplomàtiques dels Estats Units

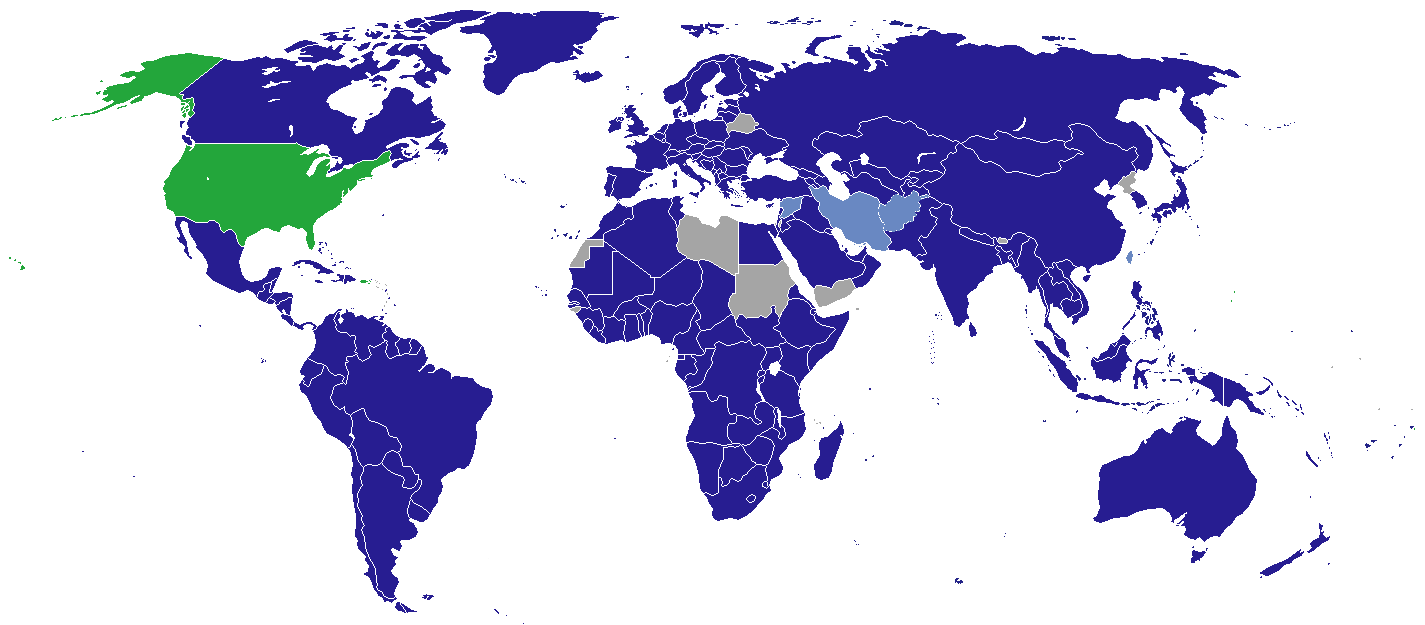
Missions diplomàtiques dels EUA; ambaixades (vermell), consolats, oficines consulars i oficines d'ambaixades (en blau) i altres oficines diplomàtiques (groc)

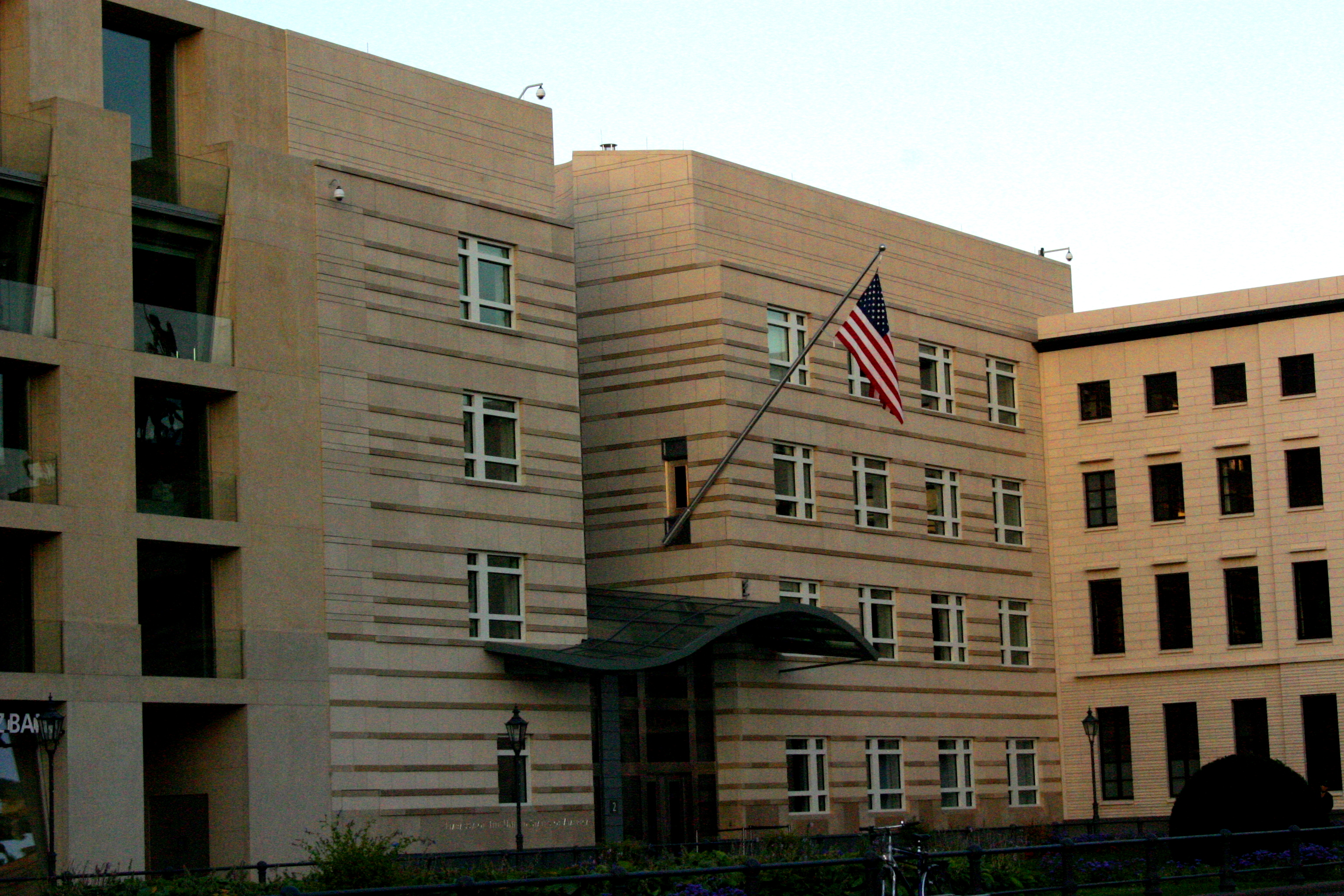
Ambaixada a Berlín

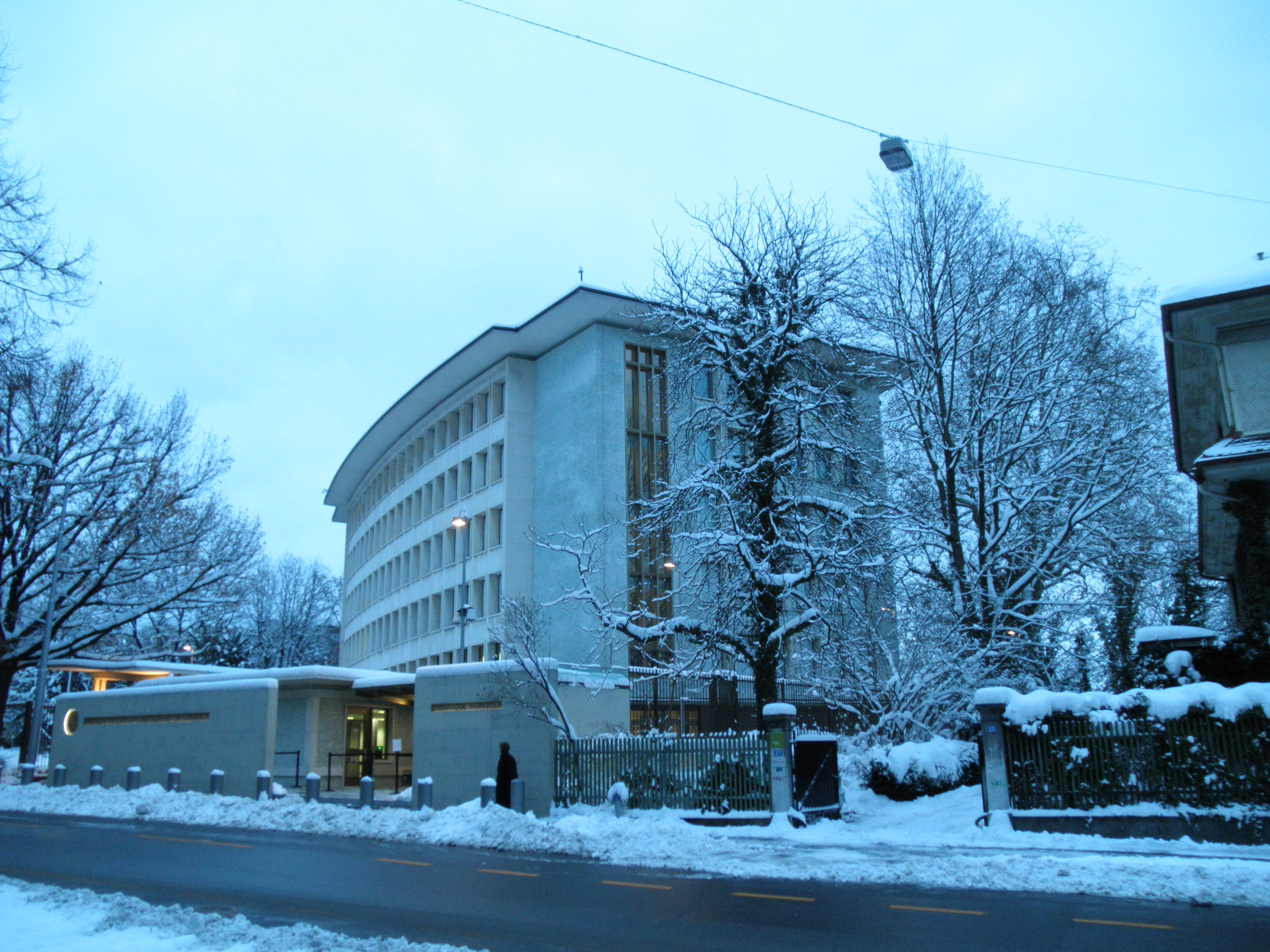
Ambaixada dels EUA a Berna

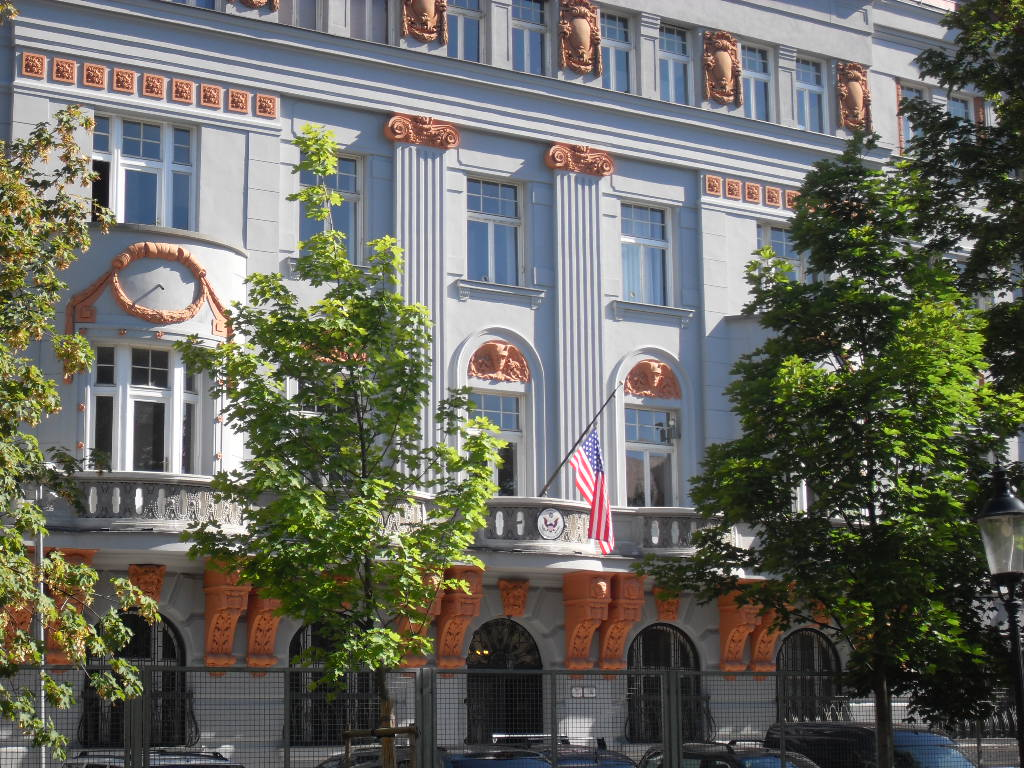
Ambaixada dels EUA a Bratislava

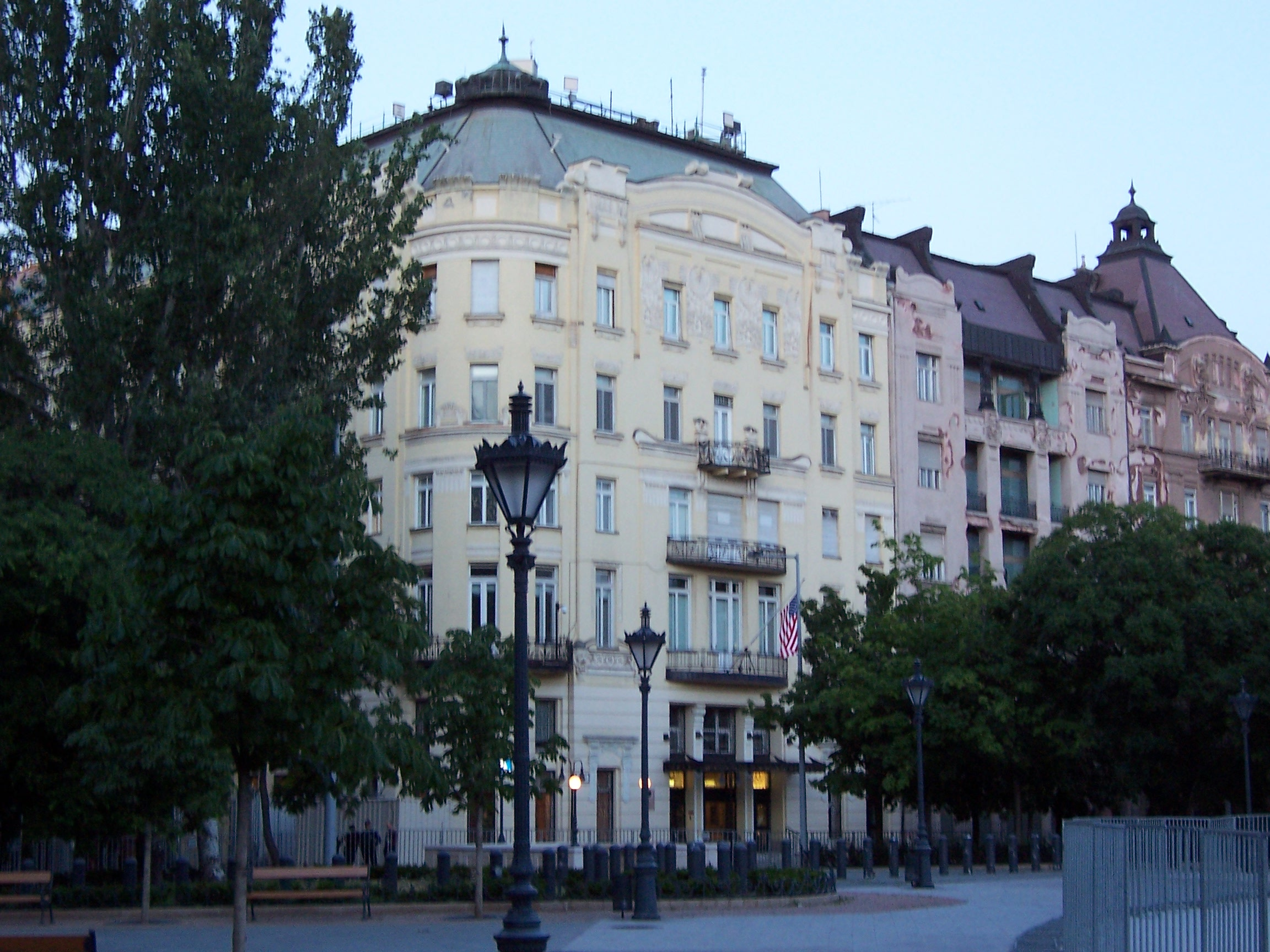
Ambaixada dels EUA a Budapest

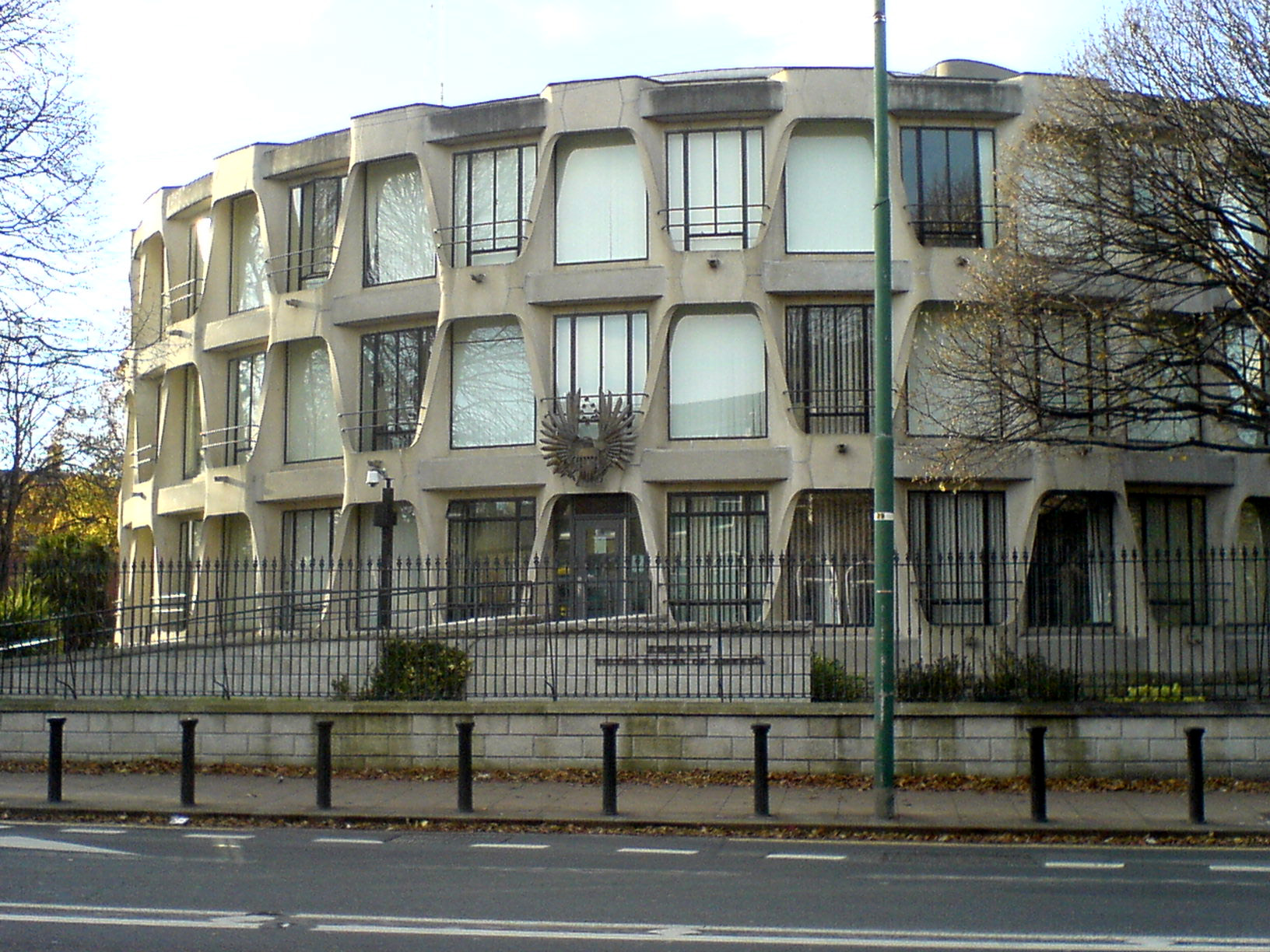
Ambaixada dels EUA a Dublín

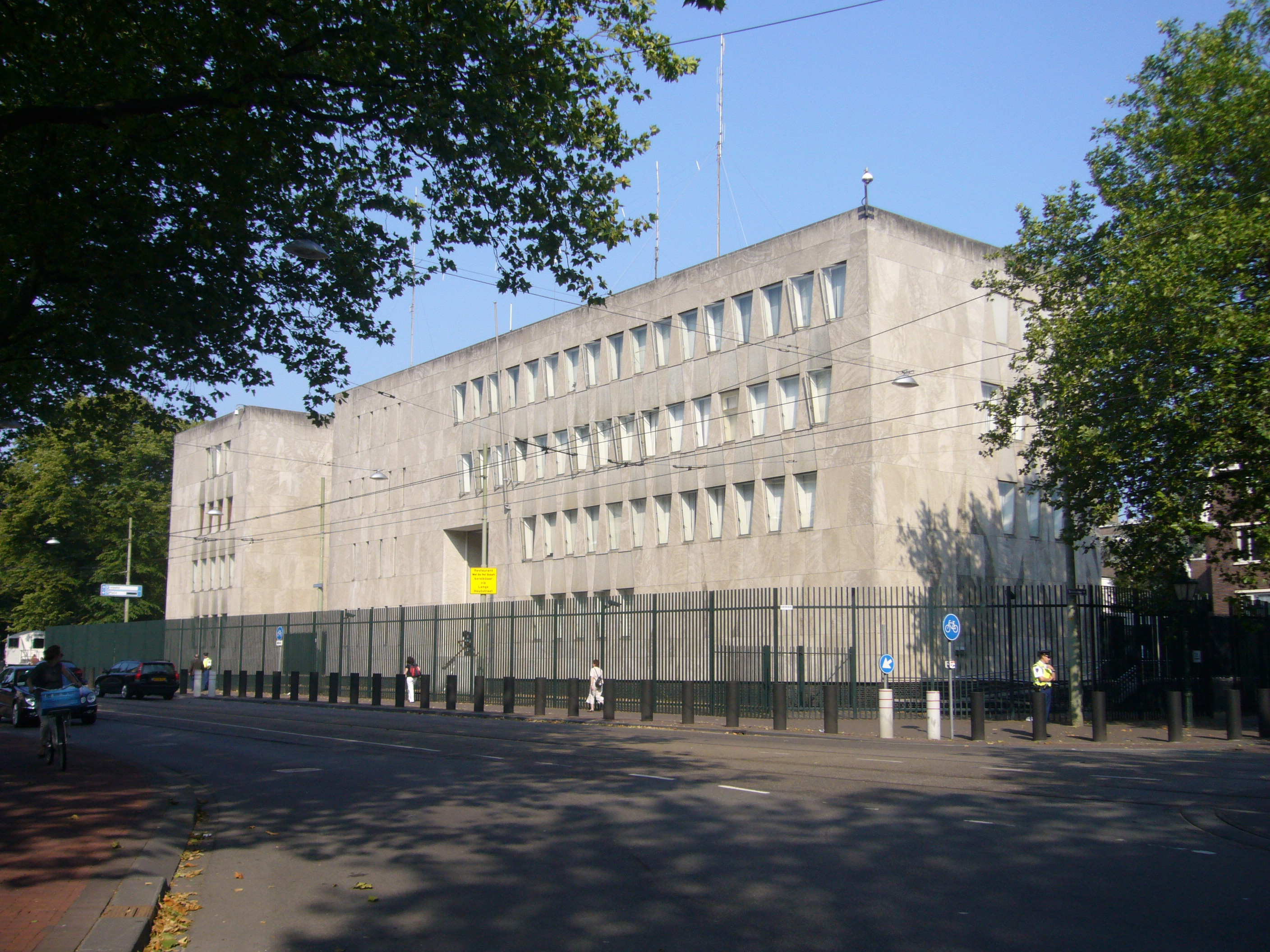
Ambaixada dels EUA a La Haia

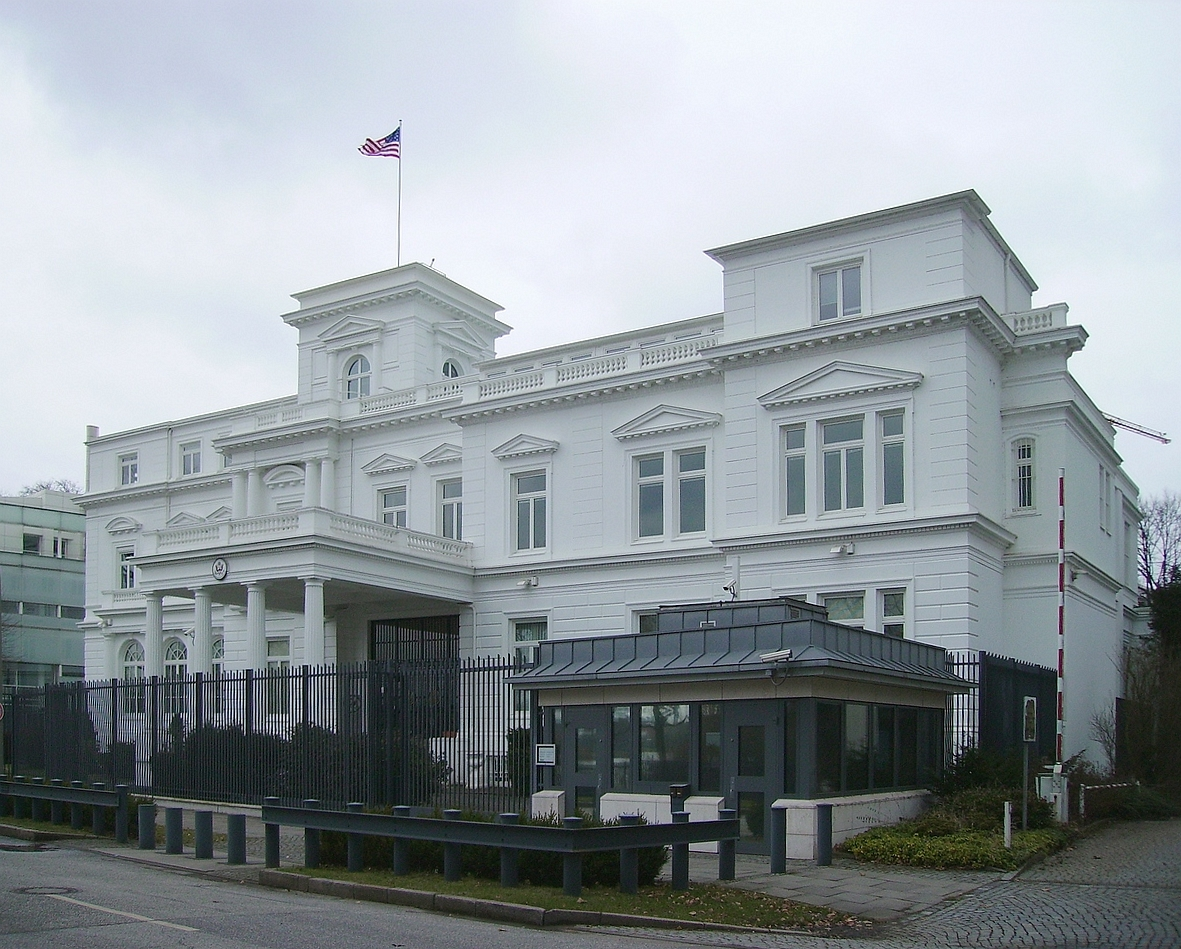
Consolat general dels EUA a Hamburg

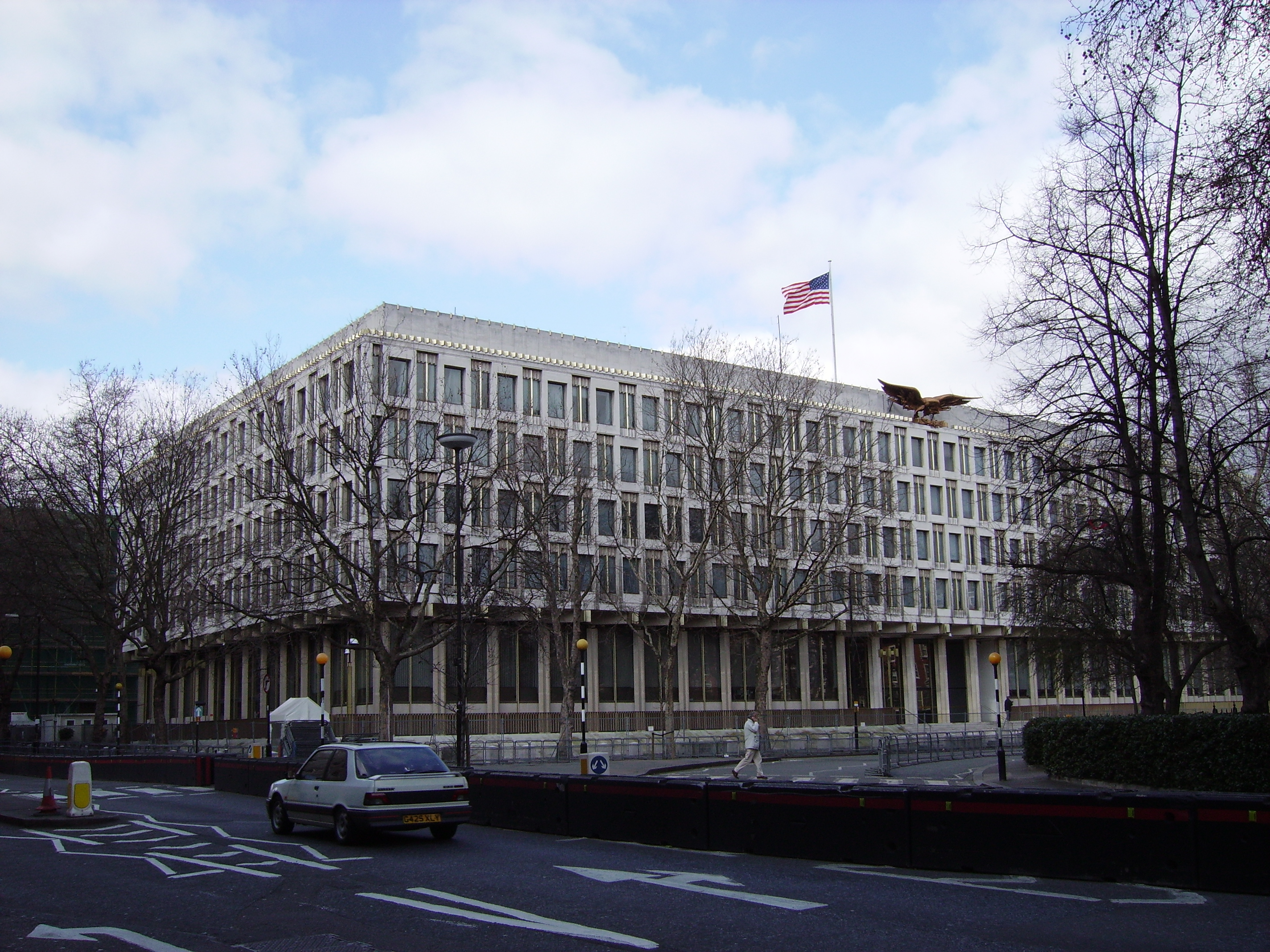
Ambaixada dels EUA a Londres

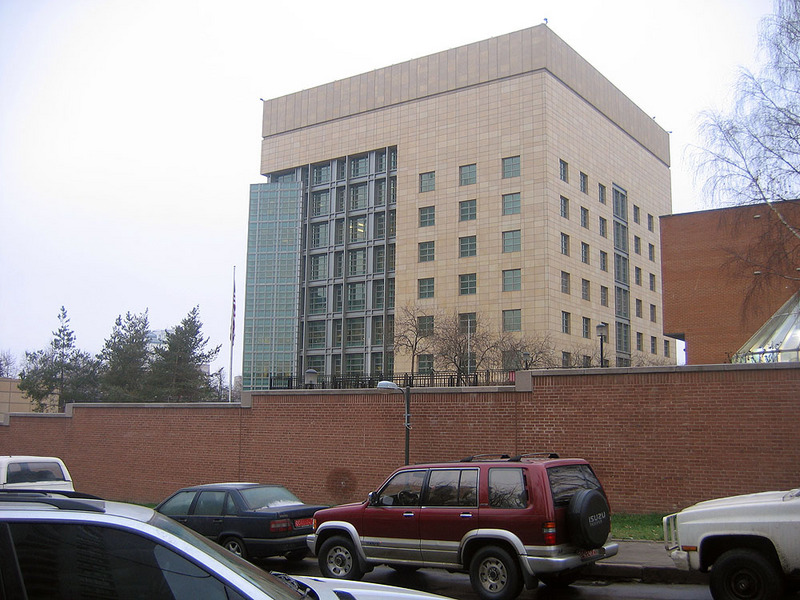
Ambaixada dels EUA a Moscou

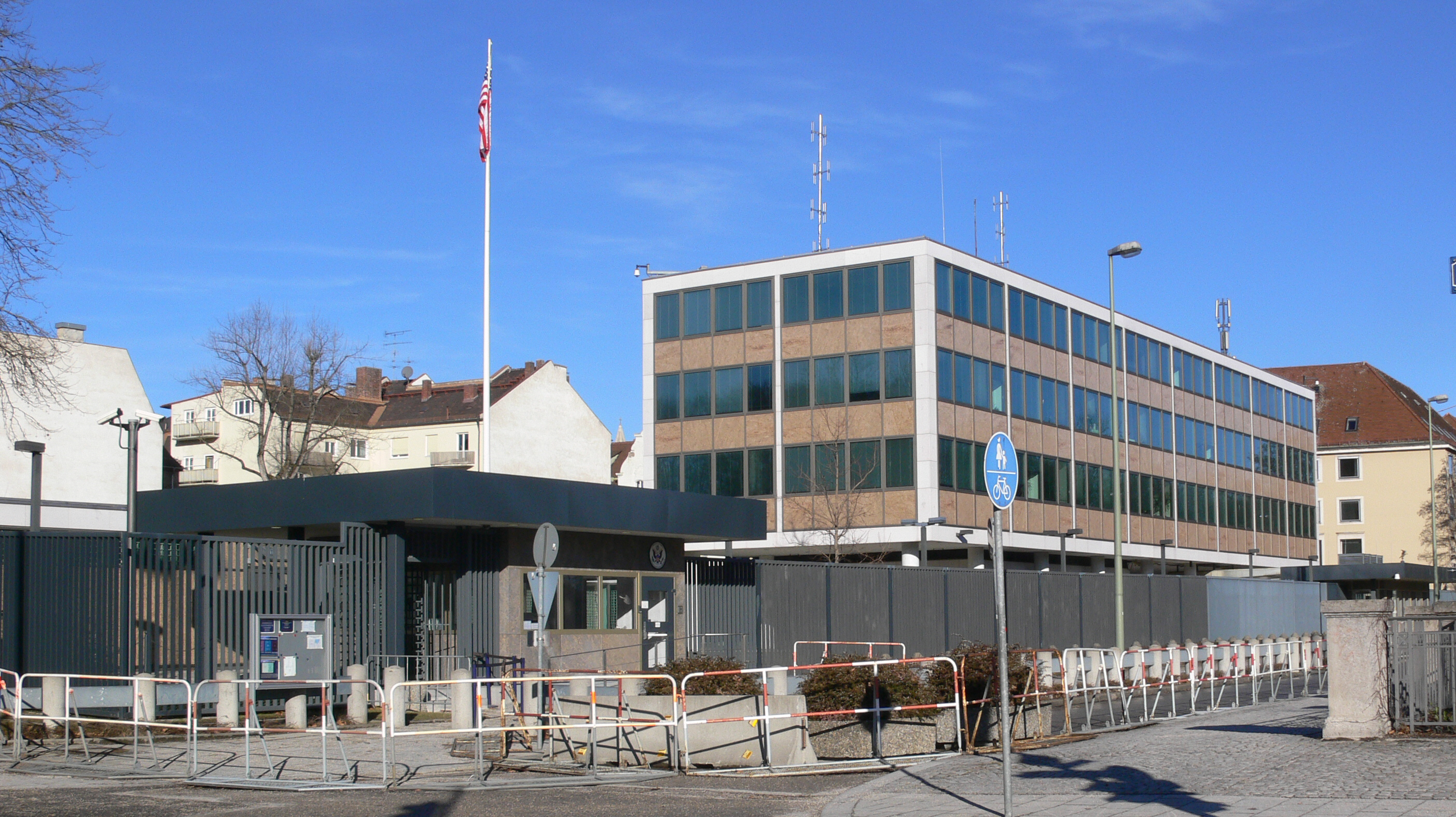
Consolat general dels EUA a Múnic

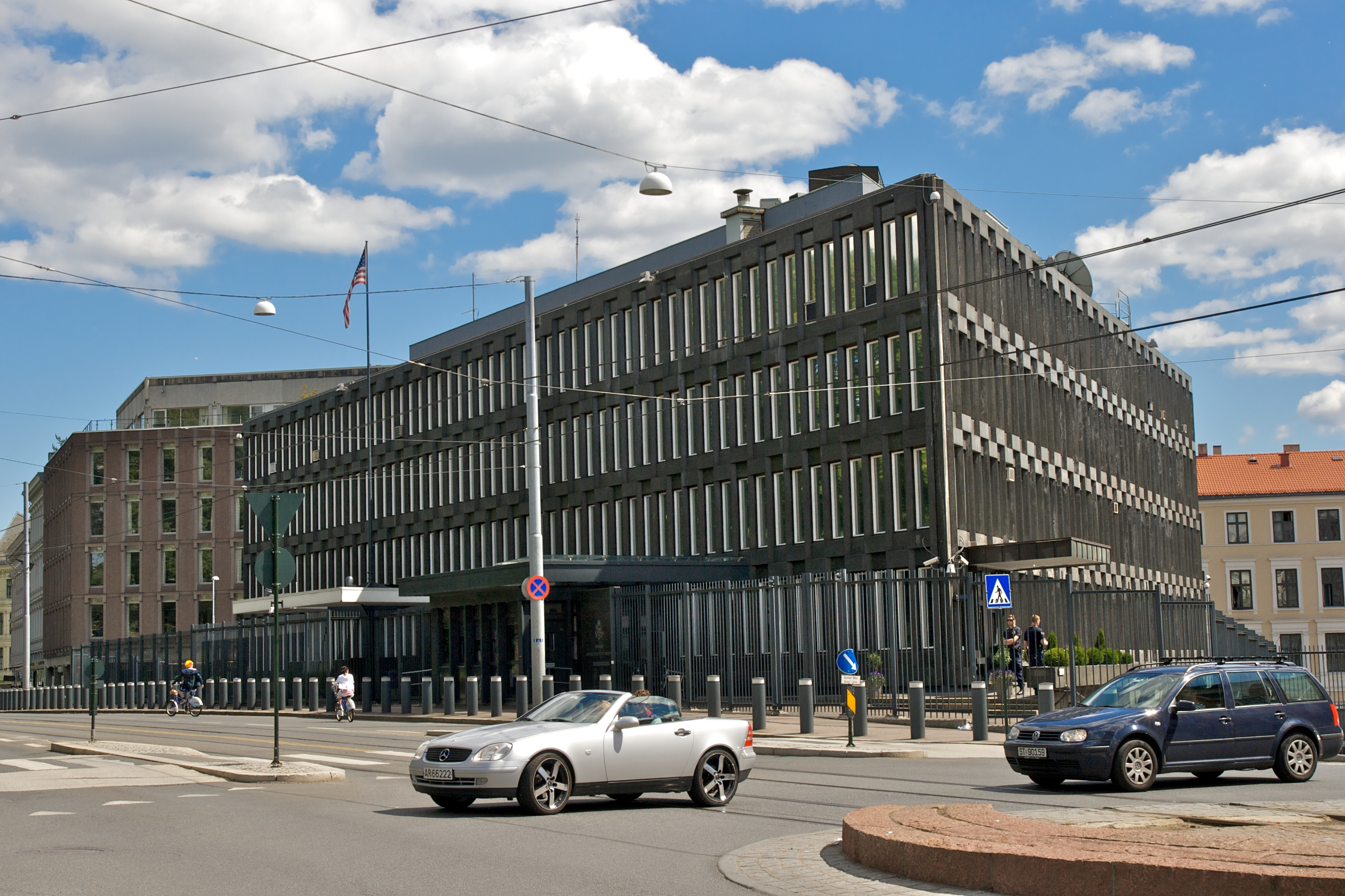
Ambaixada dels EUA a Oslo

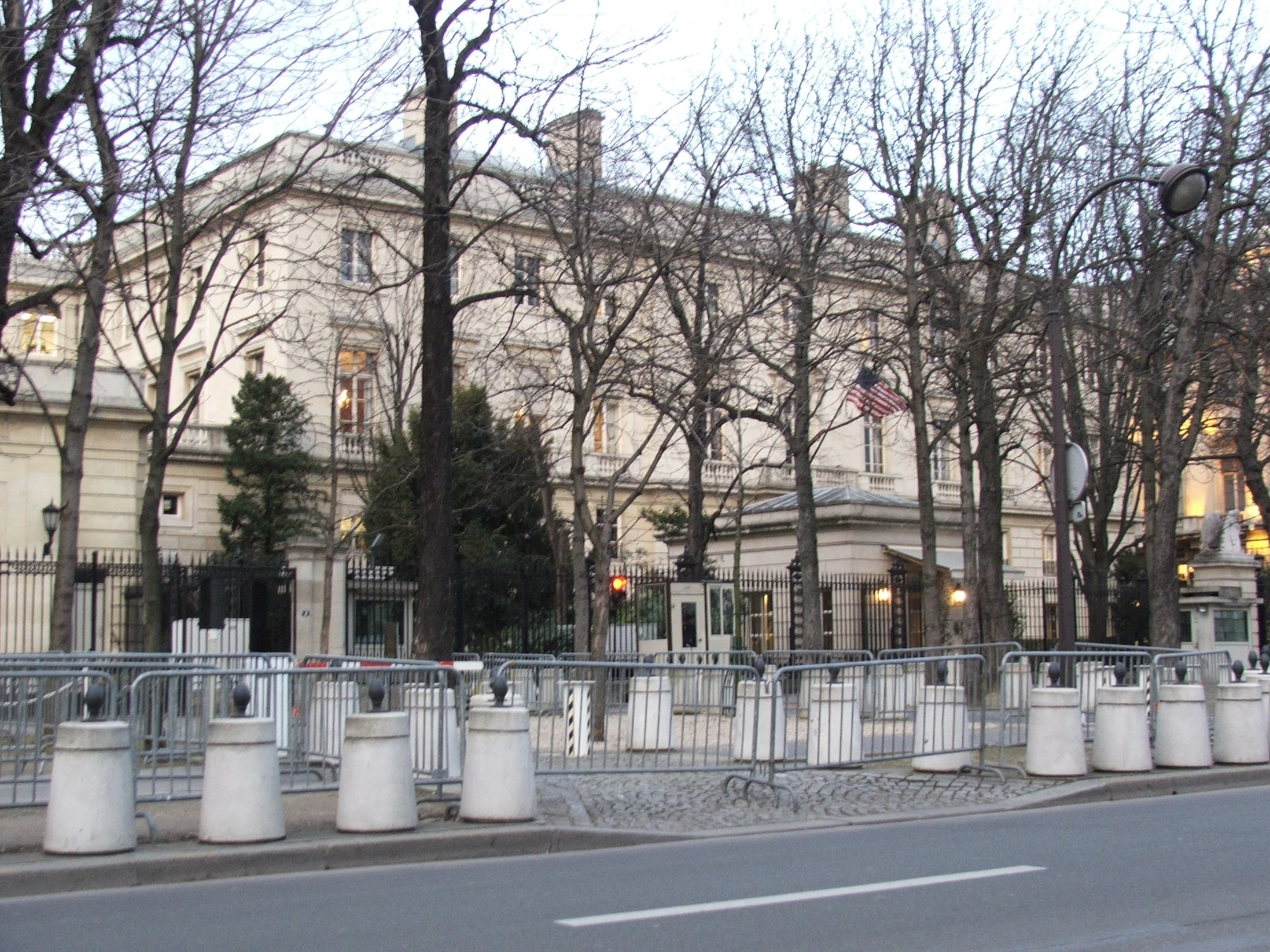
Ambaixada dels EUA a París

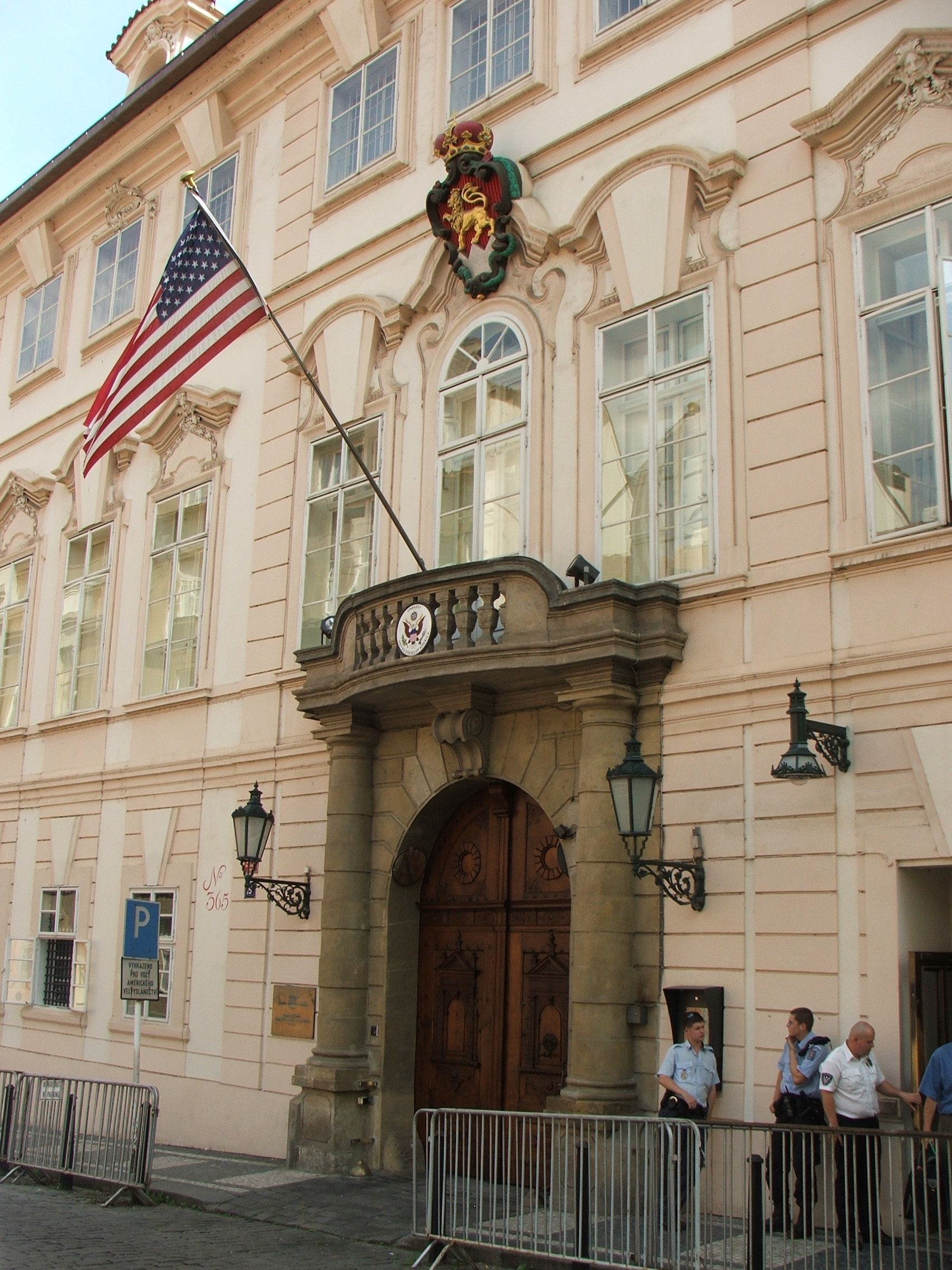
Ambaixada dels EUA a Praga

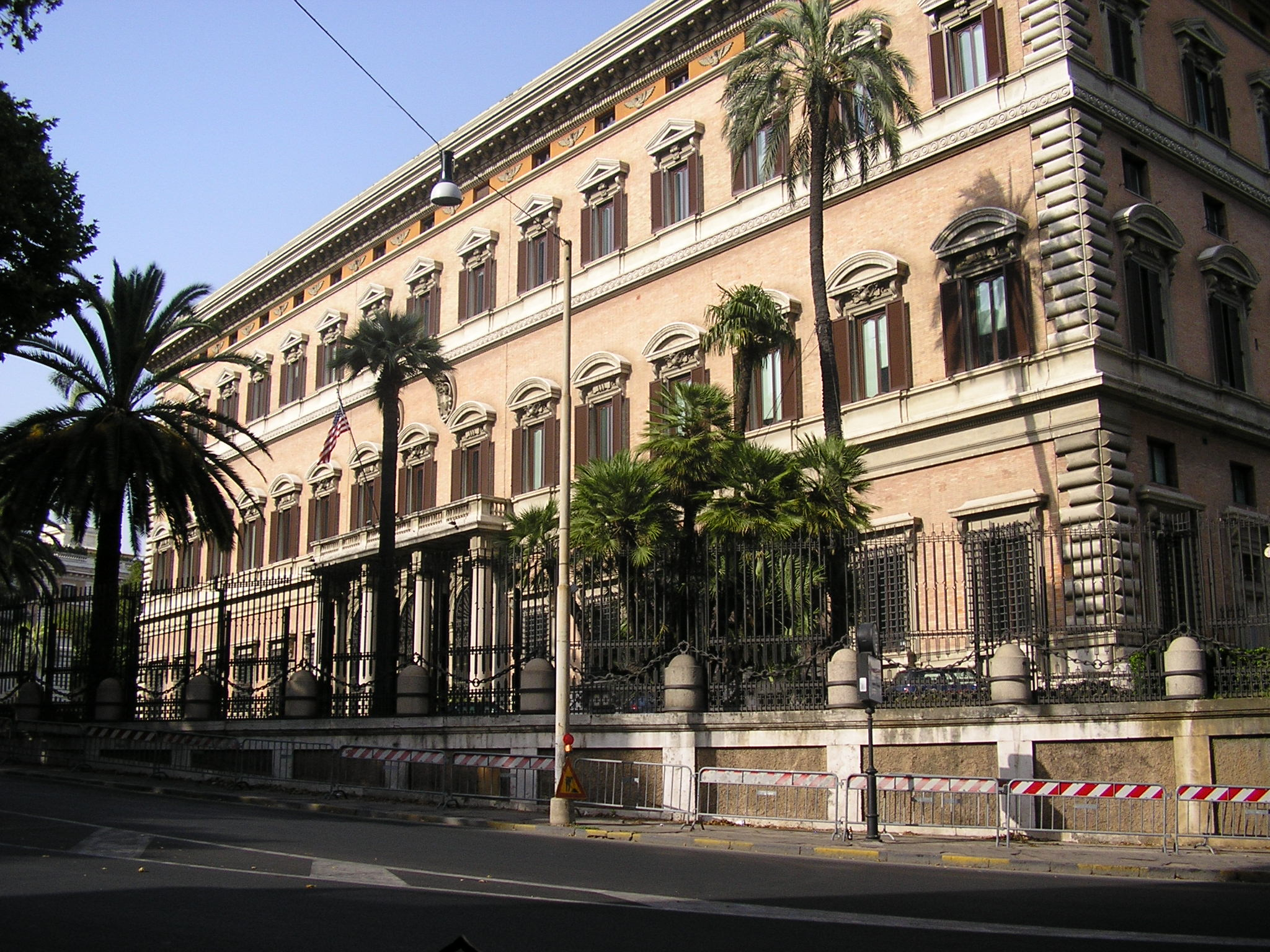
Ambaixada dels EUA a Roma,Itàlia

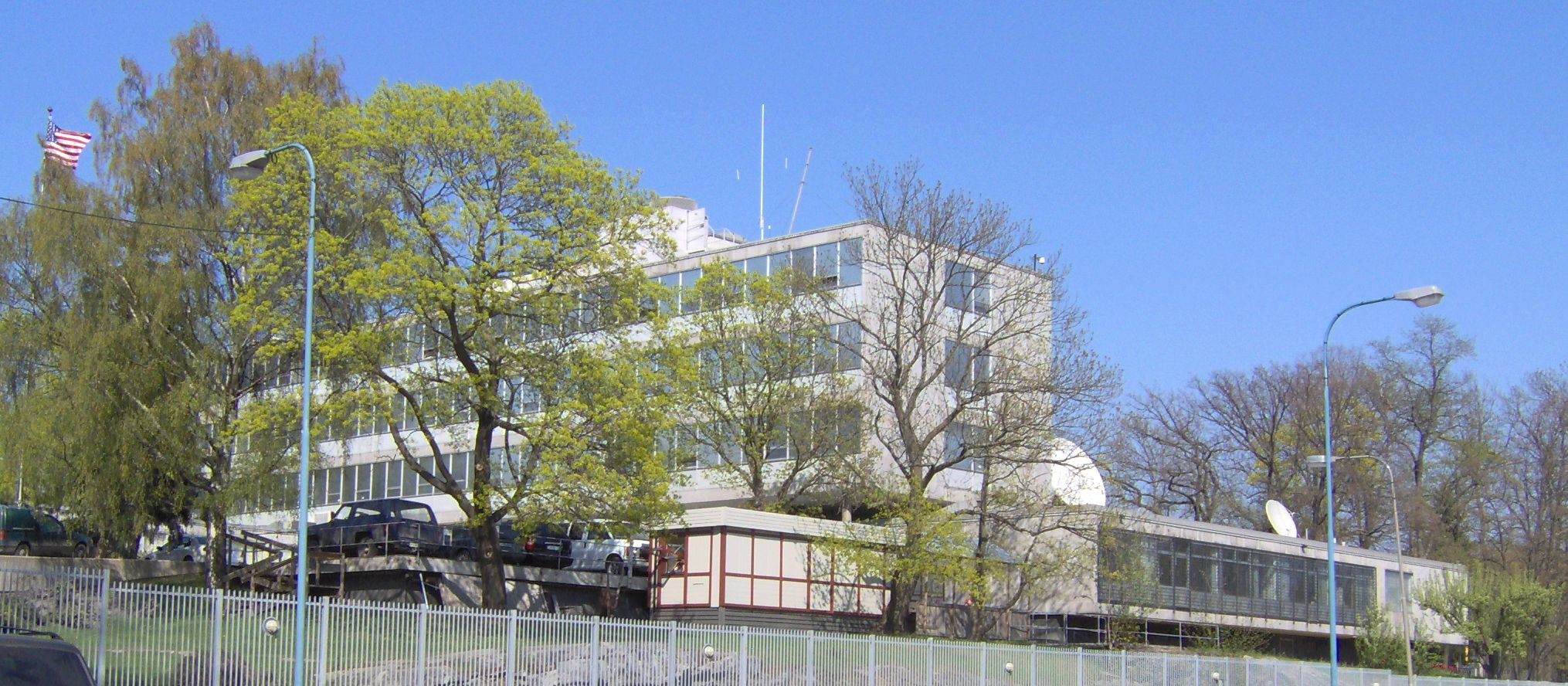
Ambaixada dels EUA a Estocolm

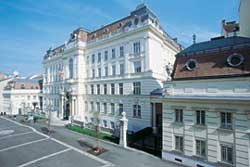
Ambaixada dels EUA a Viena

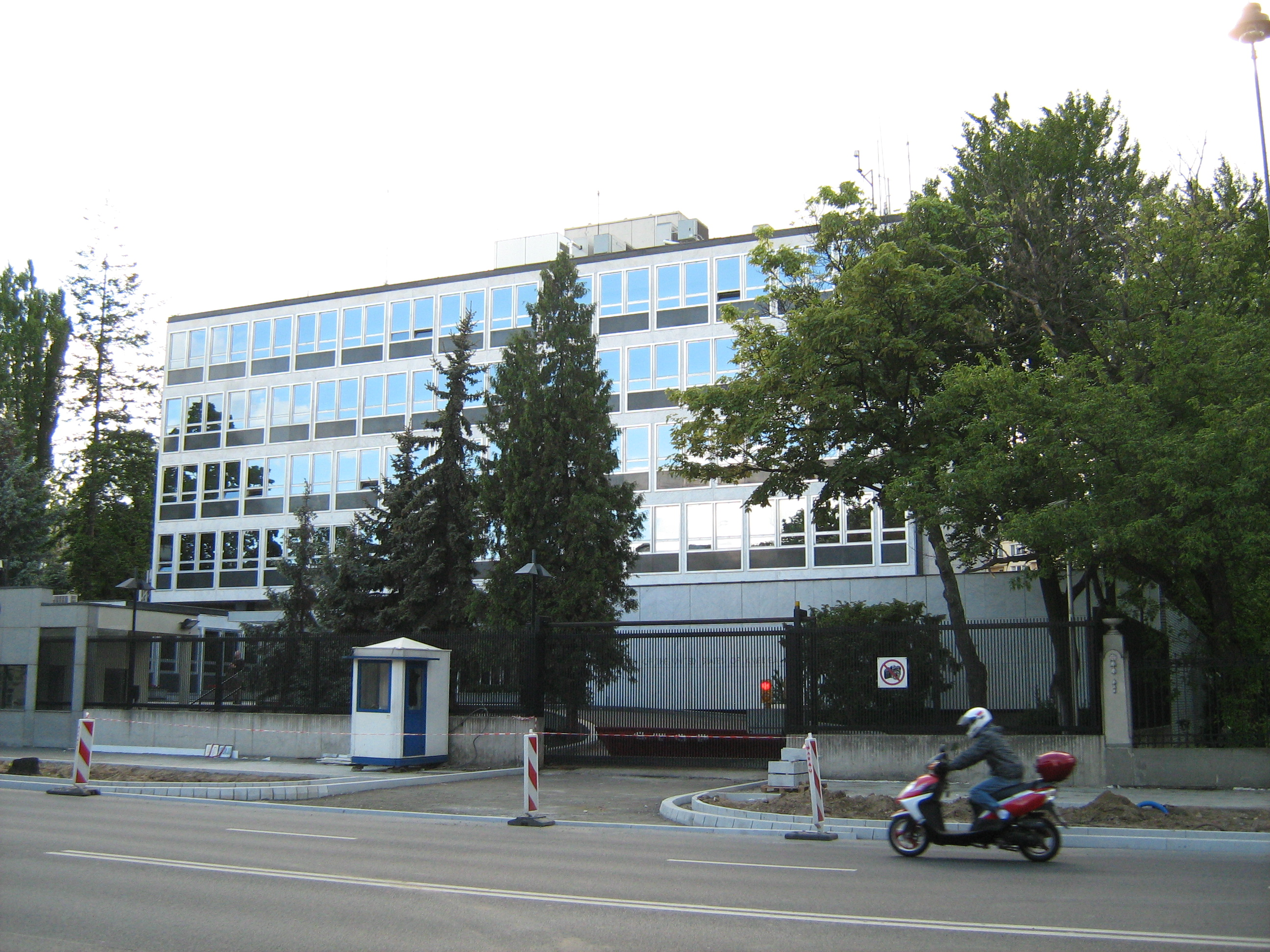
Ambaixada dels EUA a Varsòvia

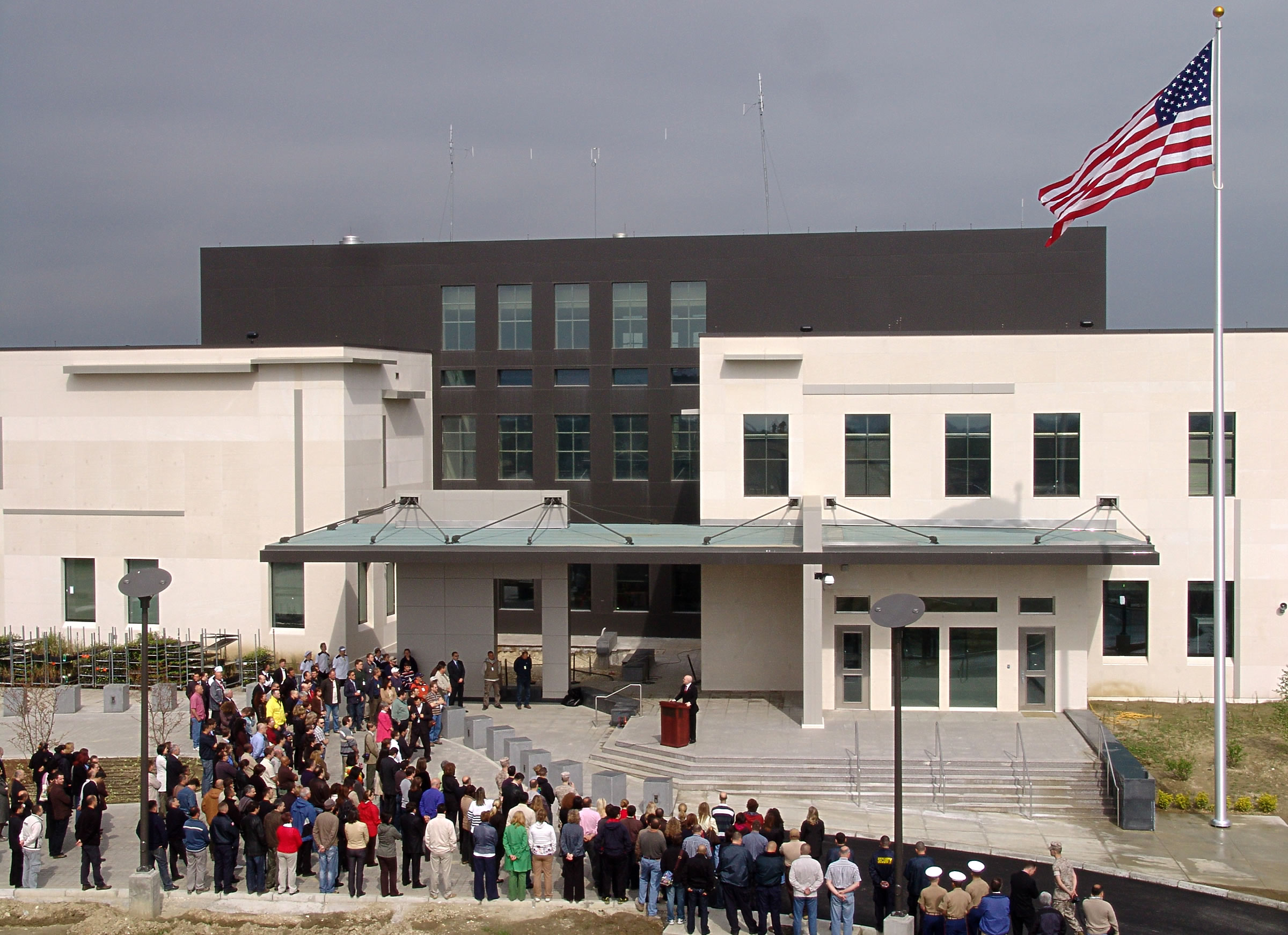
Ambaixada dels EUA a Skopje

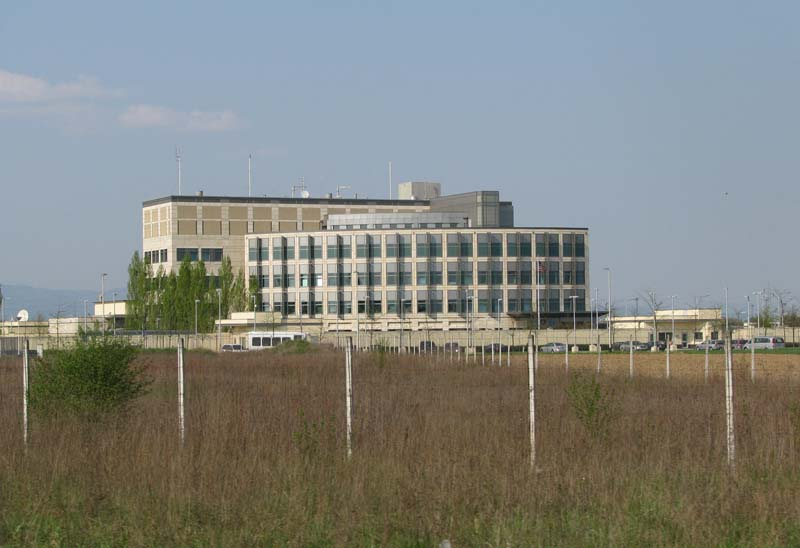
Ambaixada dels EUA a Zagreb

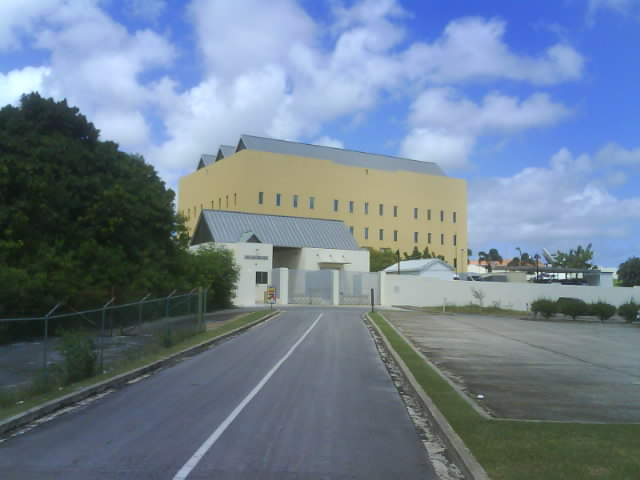
Ambaixada dels EUA a Bridgetown

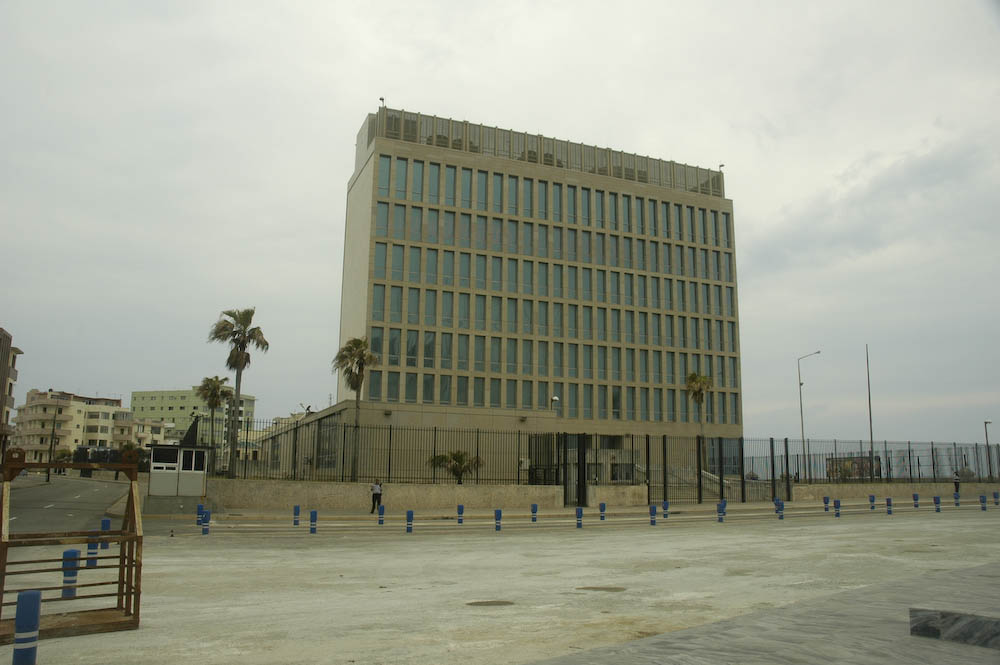
Ambaixada dels EUA a l'Havana

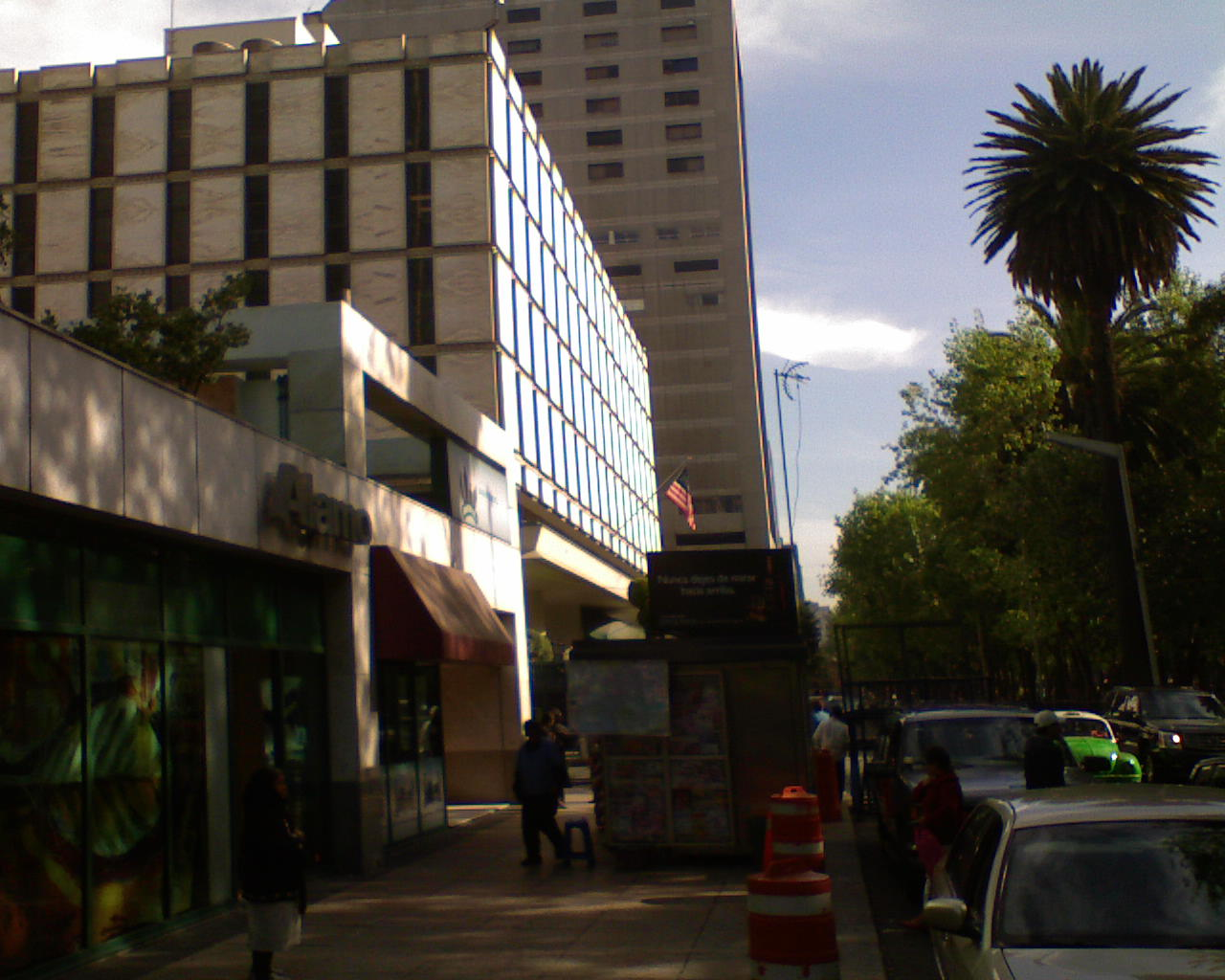
Ambaixada dels EUA a Ciutat de Mèxic

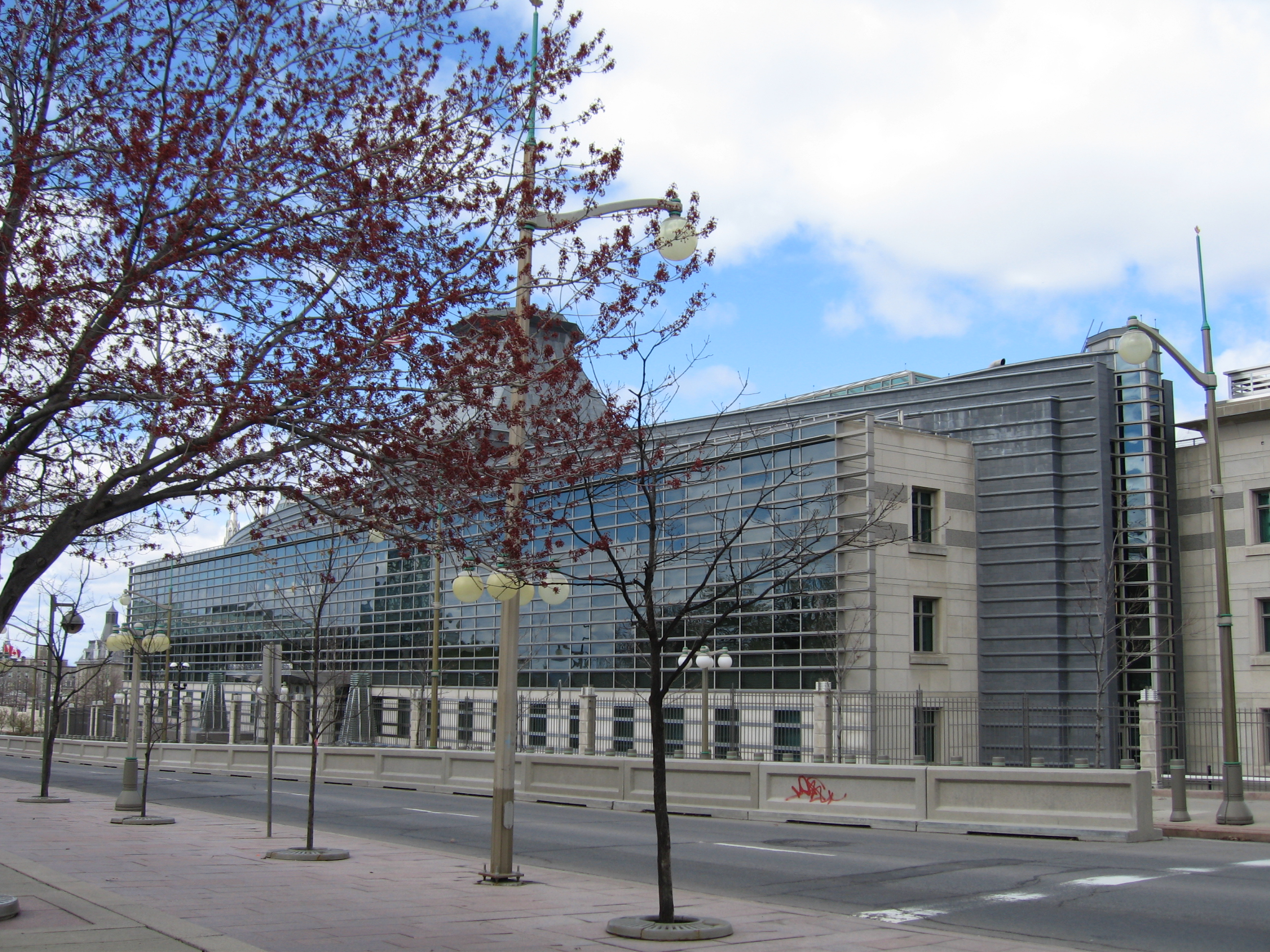
Ambaixada dels EUA a Ottawa

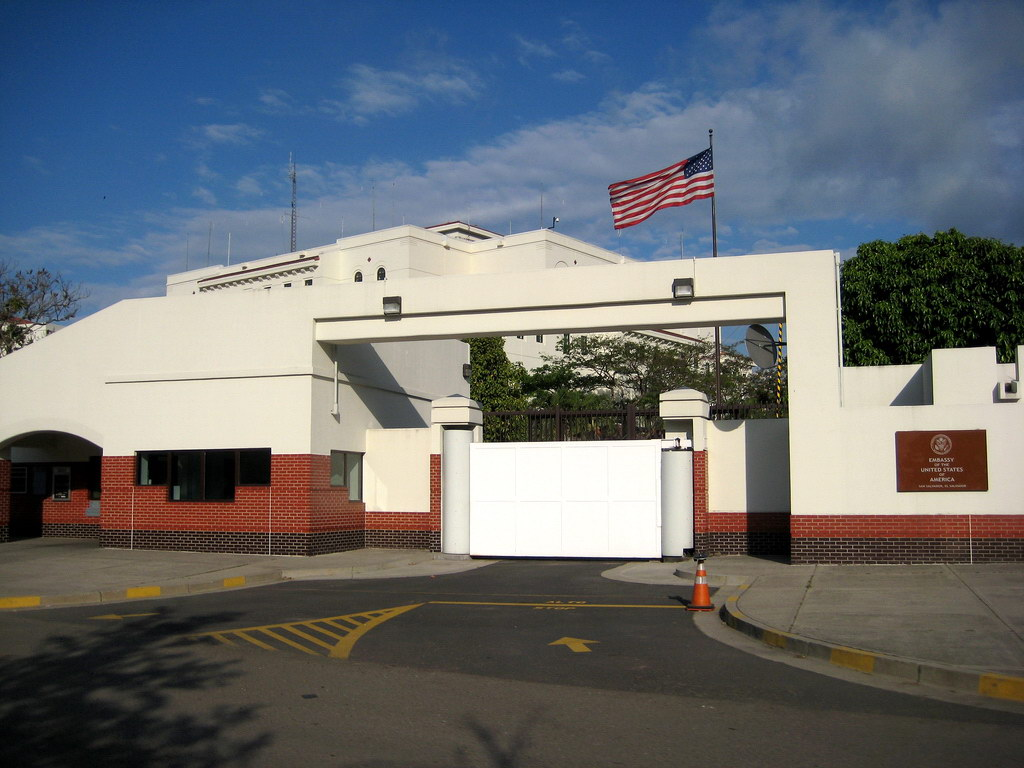
Ambaixada dels EUA a San Salvador

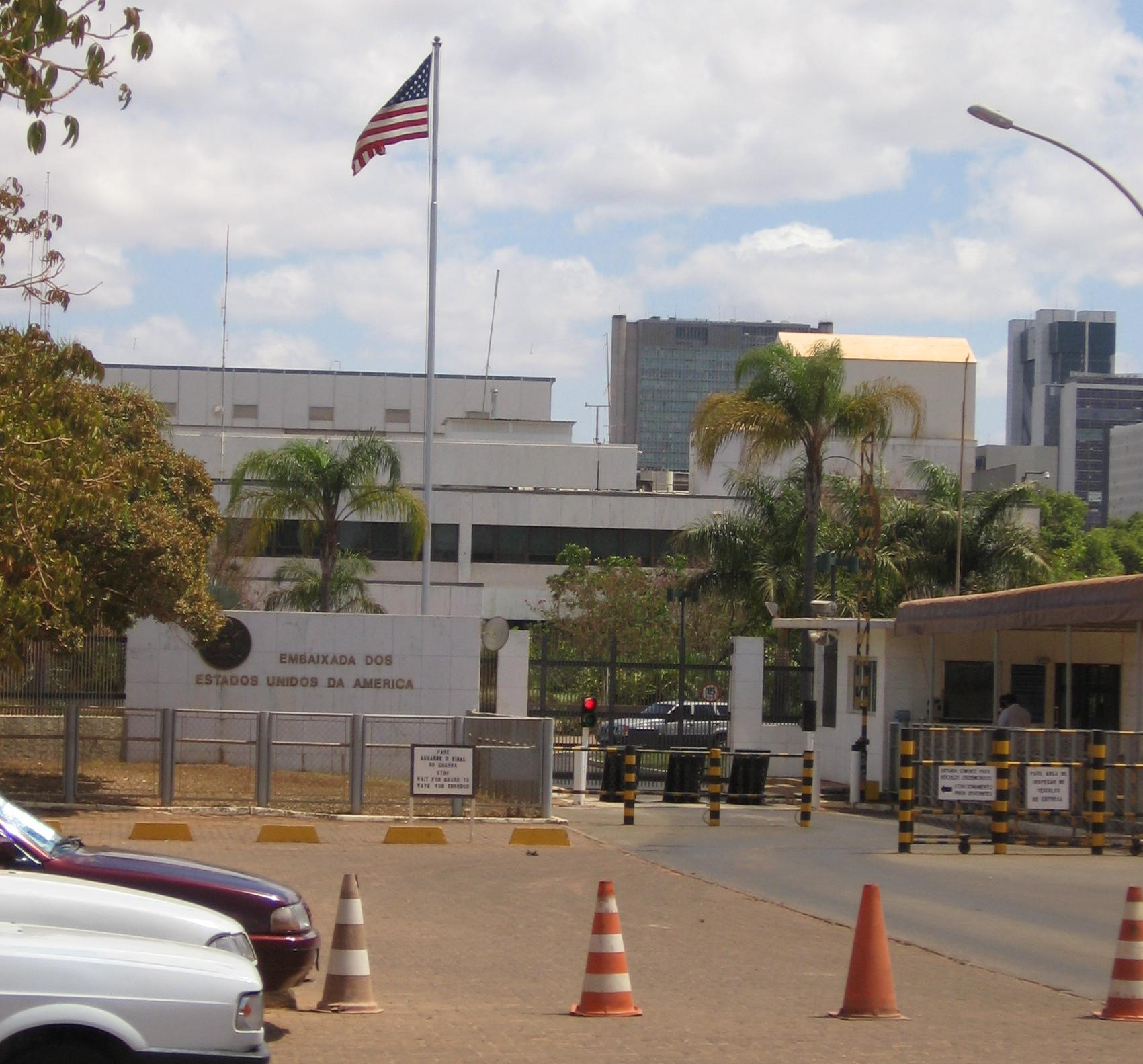
Ambaixada dels EUA a Brasília

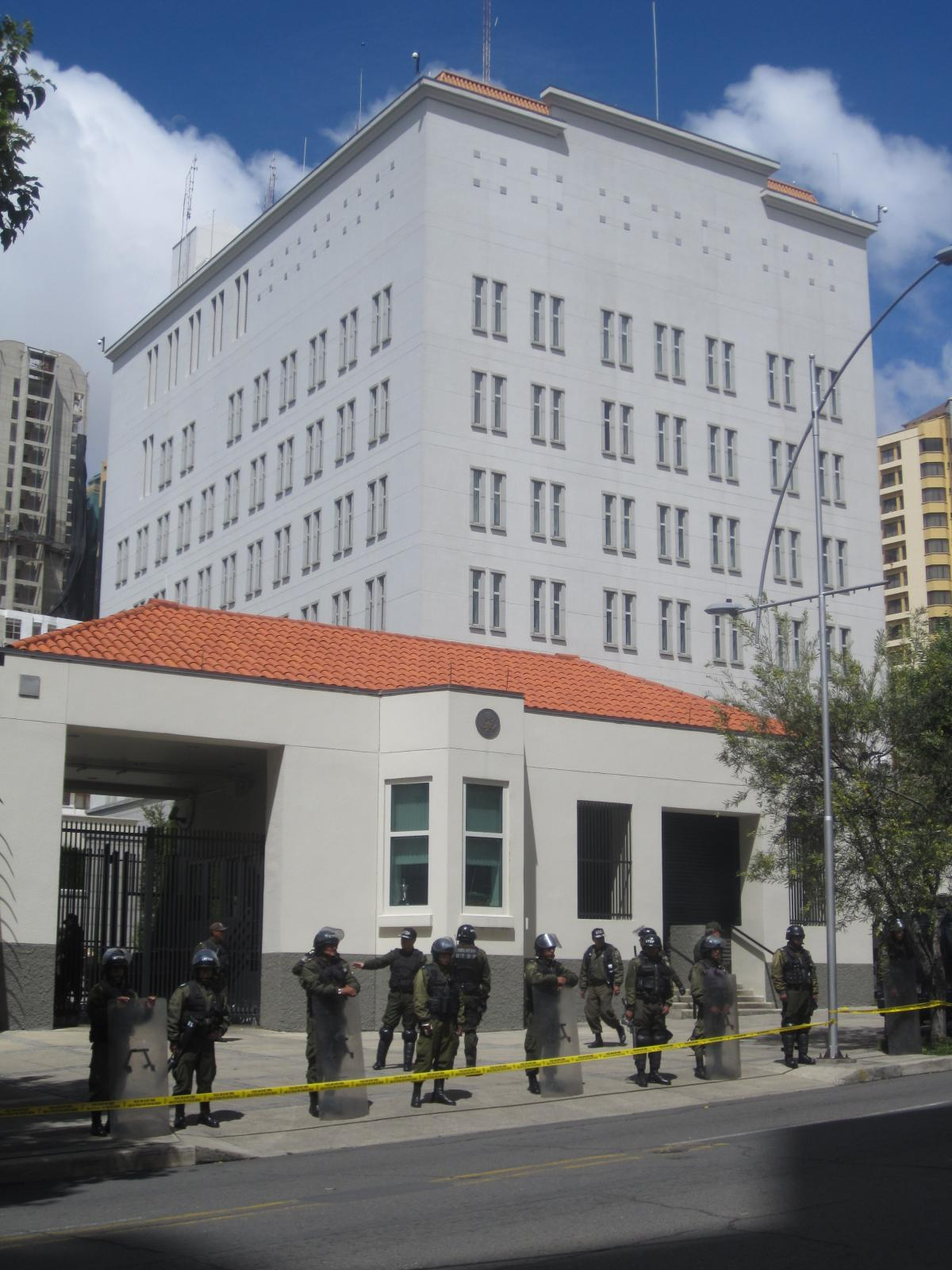
Ambaixada dels EUA a La Paz

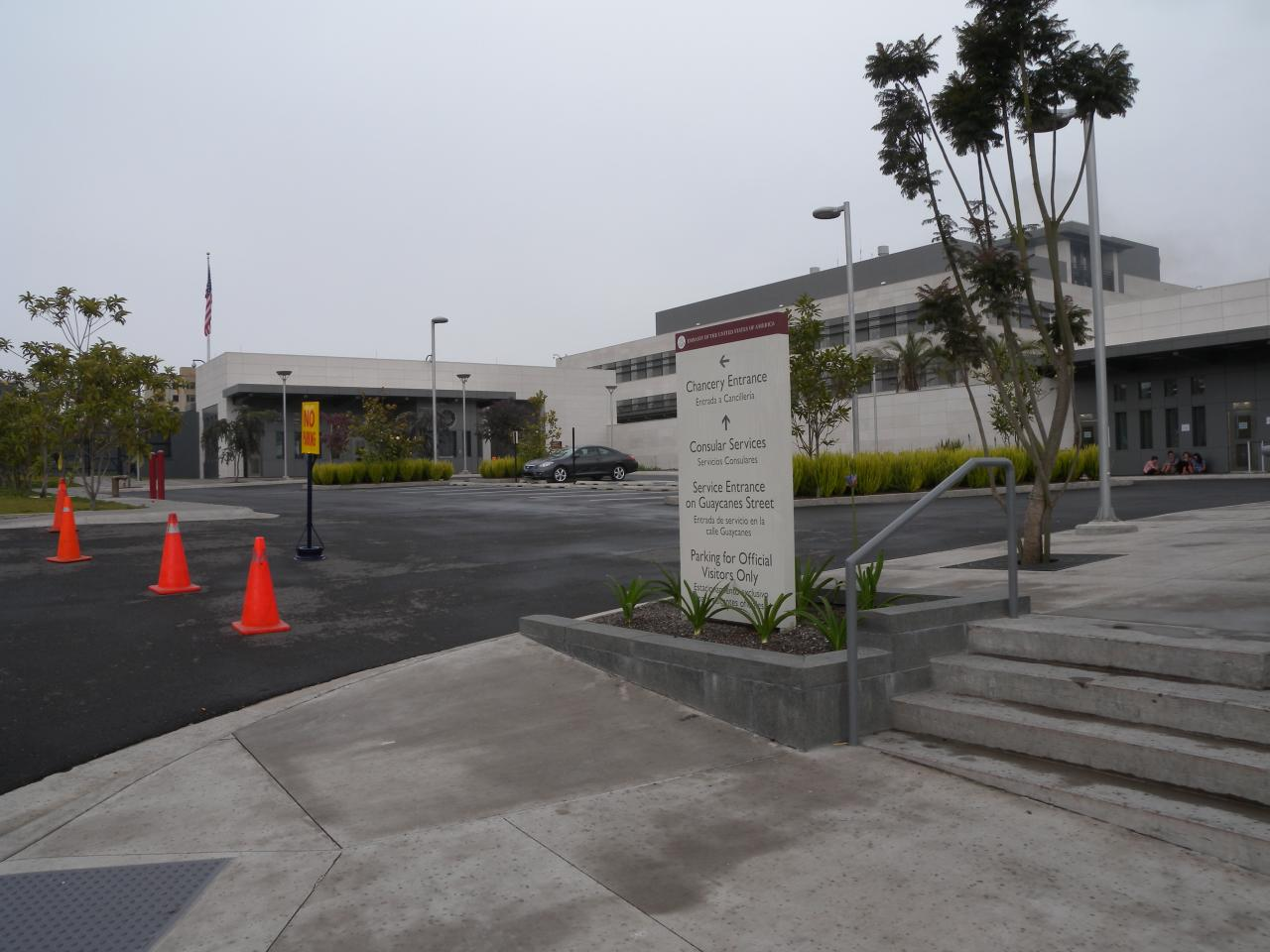
Ambaixada dels EUA a Quito

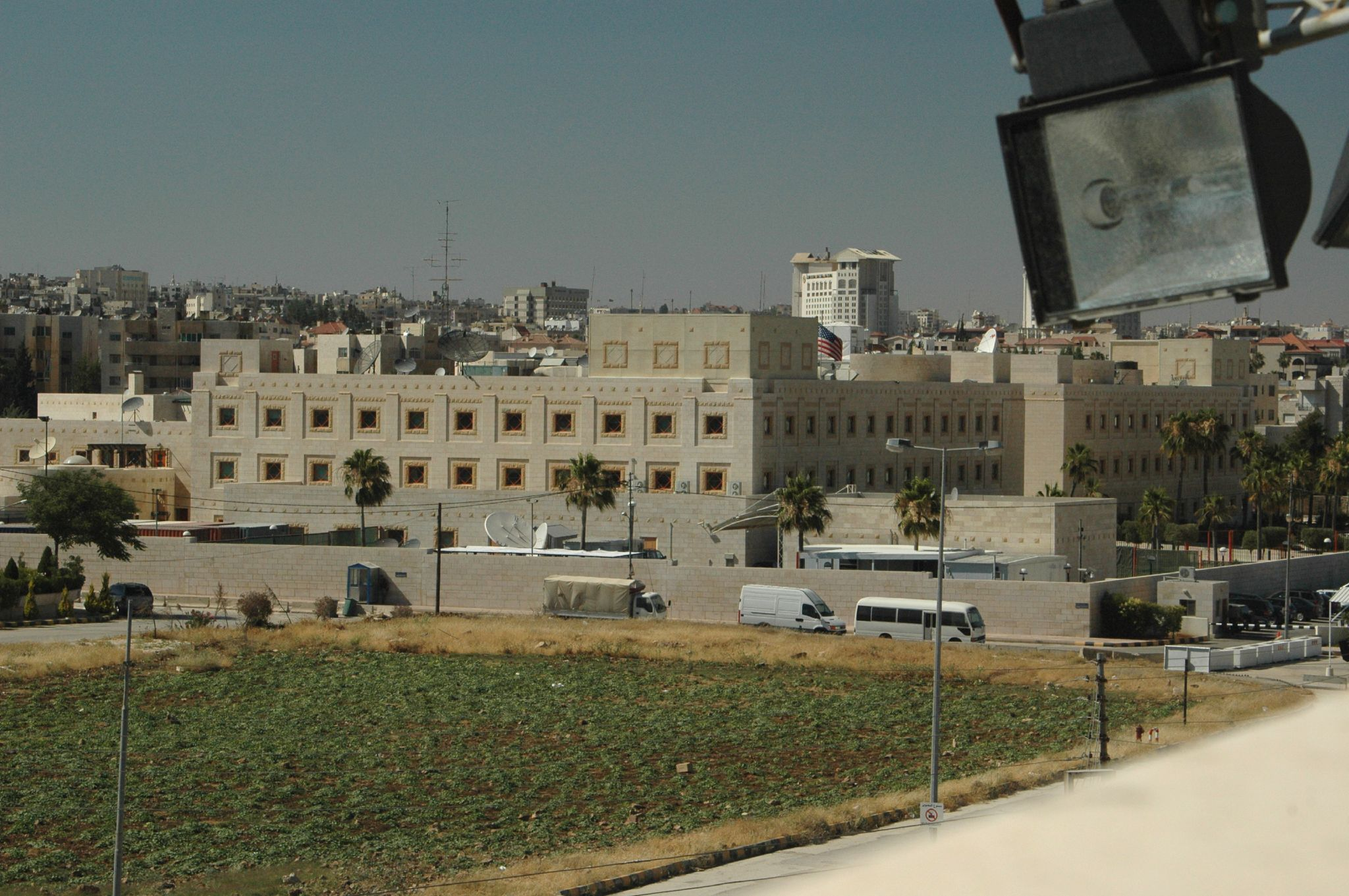
Ambaixada dels EUA a Amman

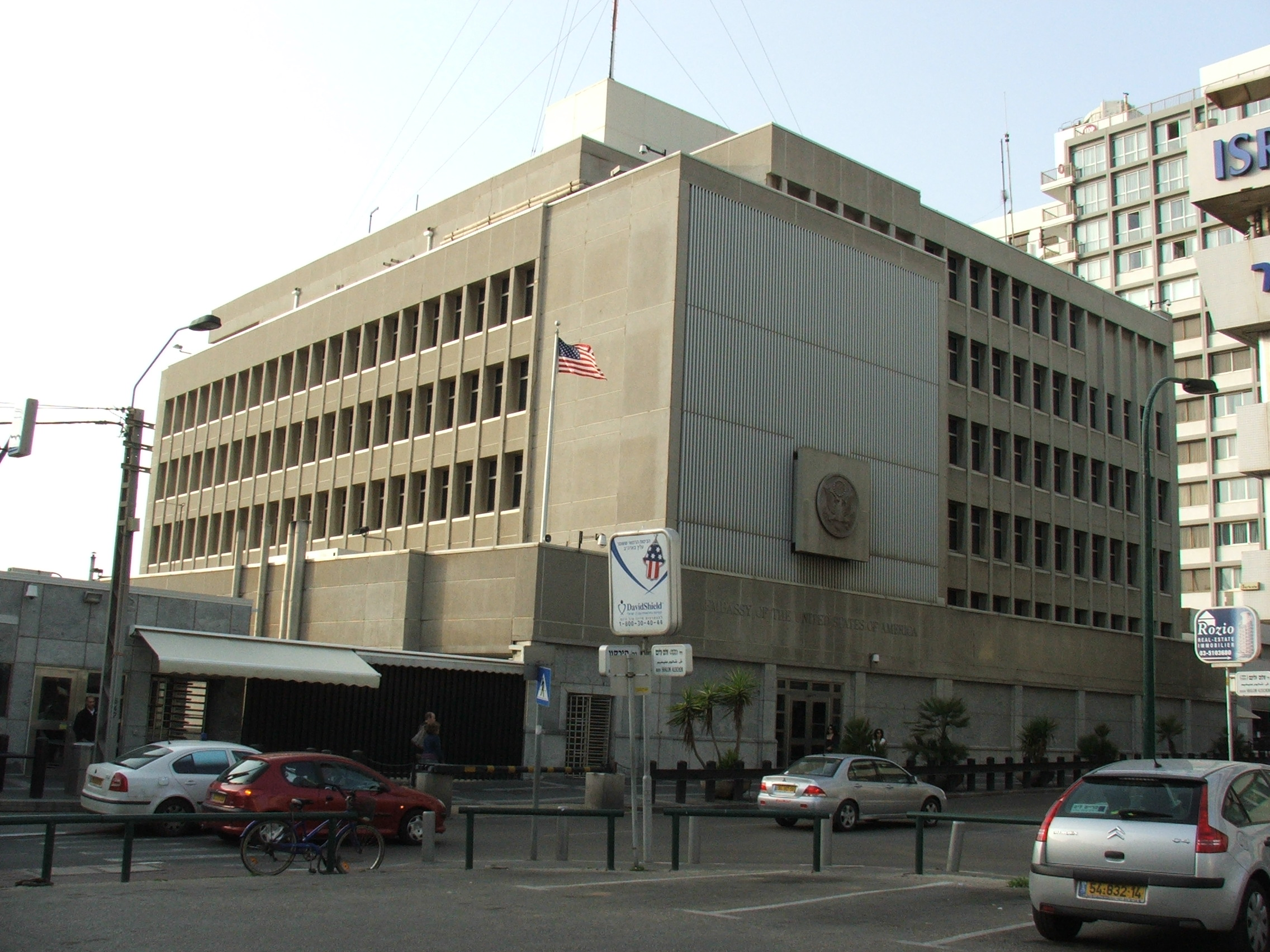
Ambaixada dels EUA a Tel-Aviv

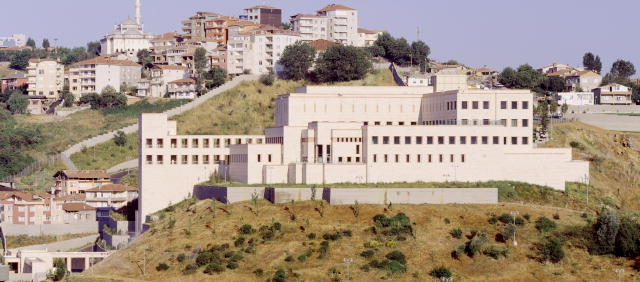
Consolat general dels EUA a Istanbul

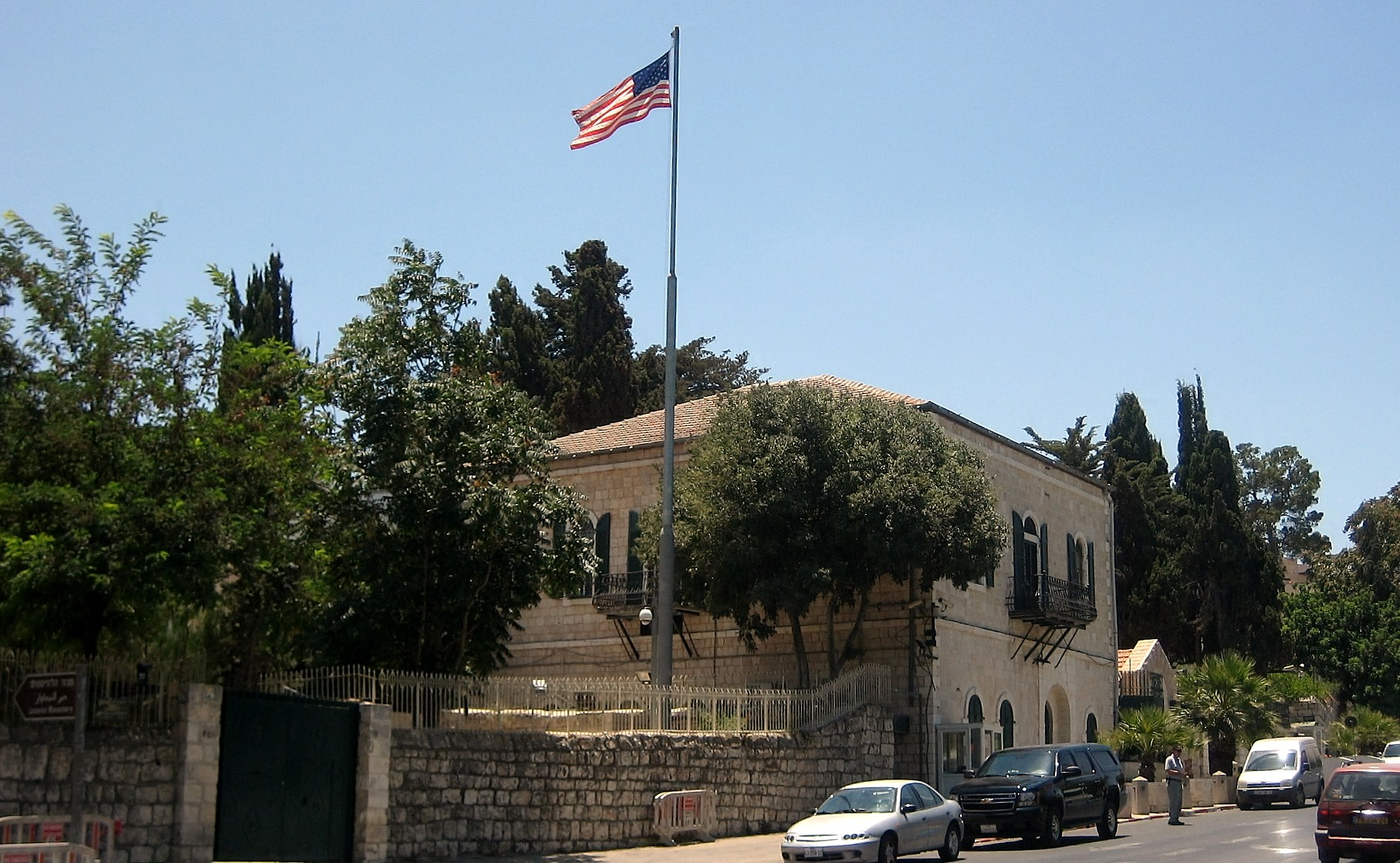
Consolat general dels EUA a Jerusalem

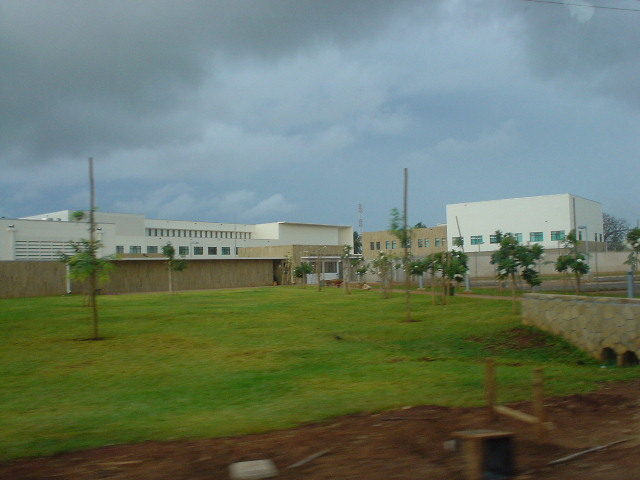
Ambaixada dels EUA a Dar es Salaam

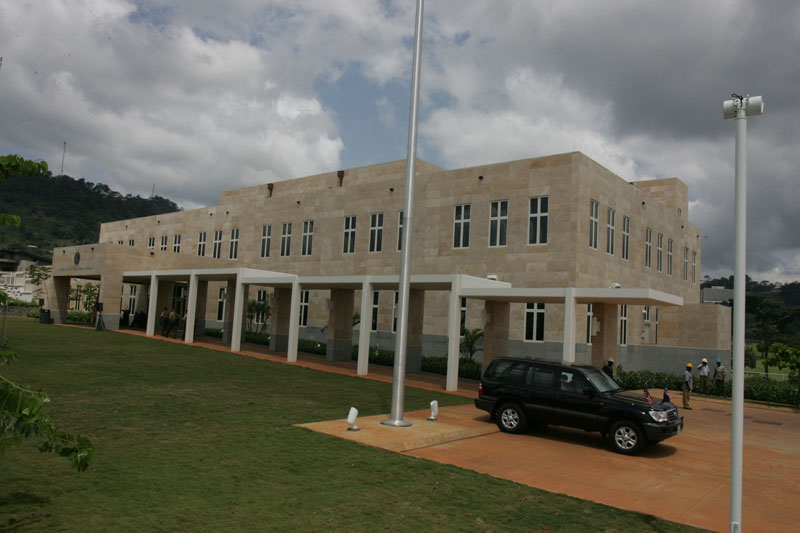
Ambaixada dels EUA a Yaoundé, Camerun

Ambaixada dels EUA a Libreville

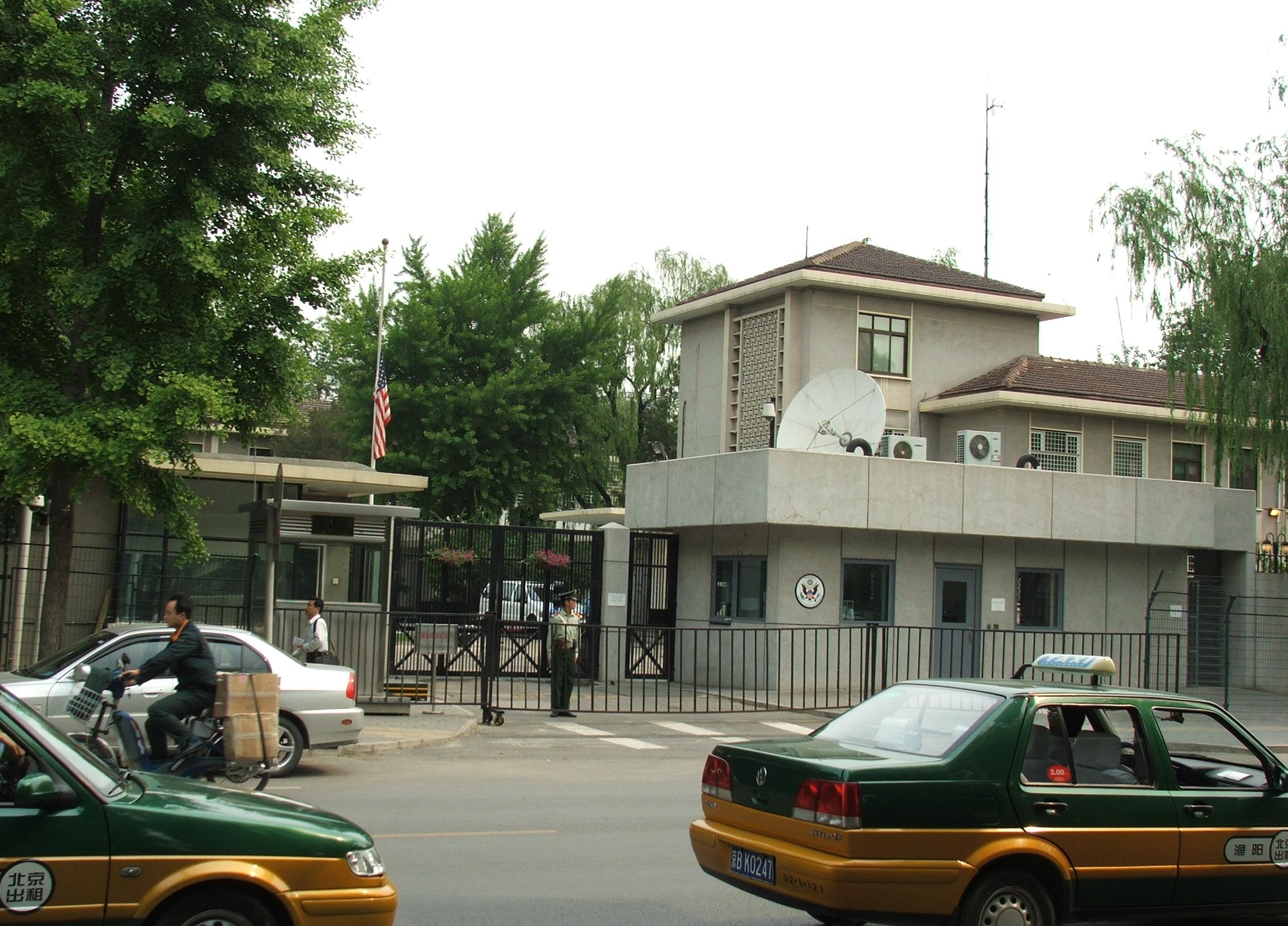
Ambaixada dels EUA a Beijing

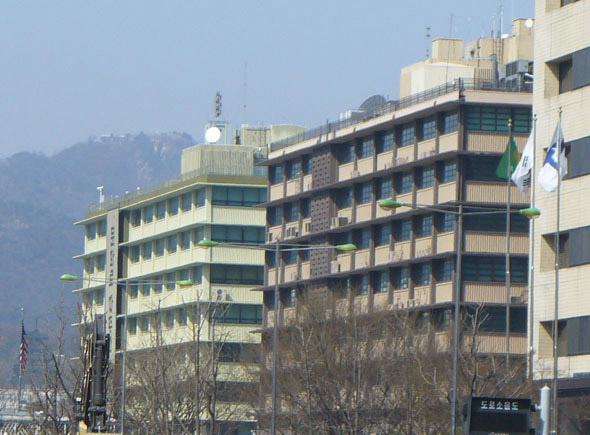
Ambaixada dels EUA a Seül.

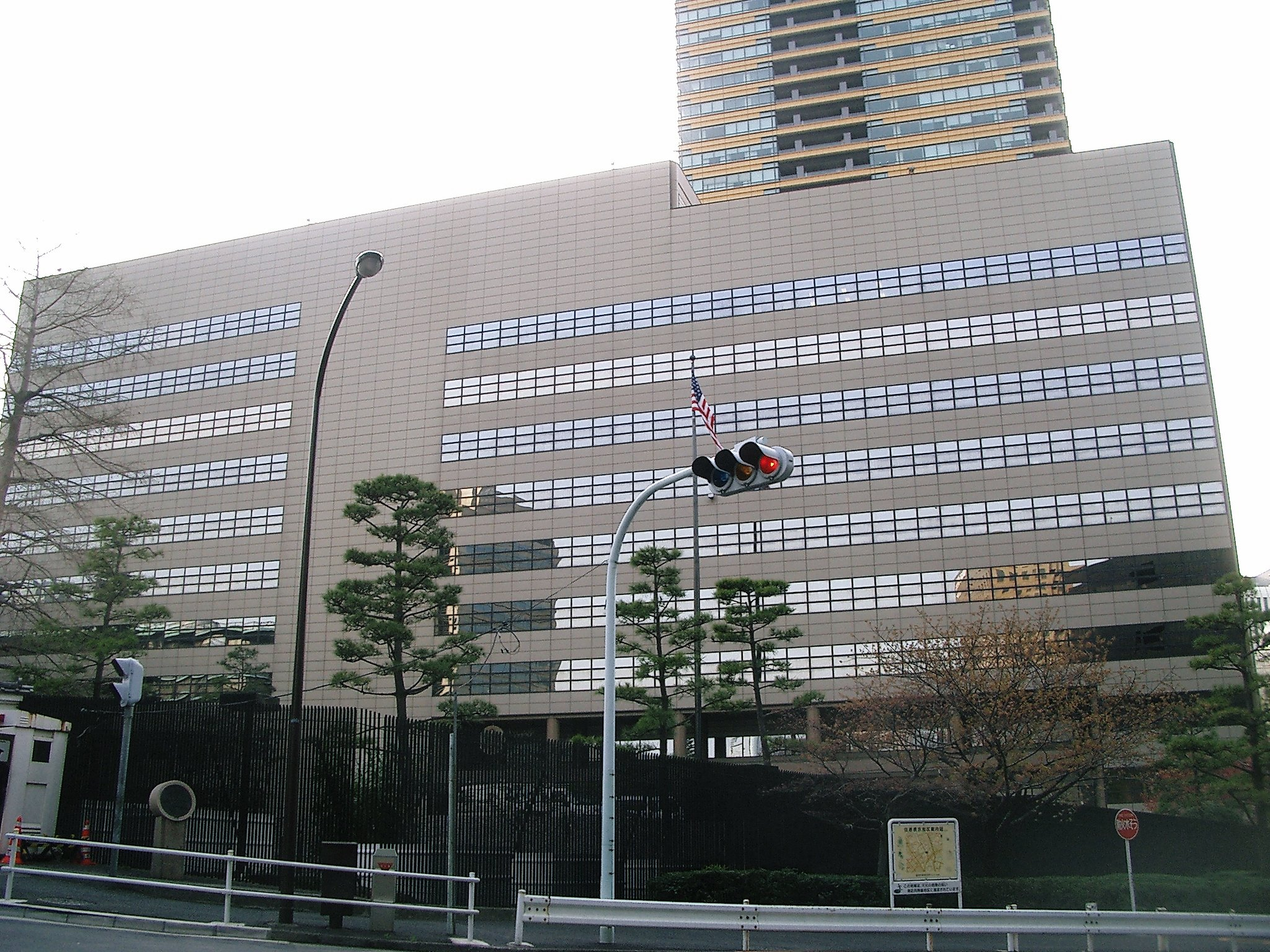
Ambaixada dels EUA a Tòquio

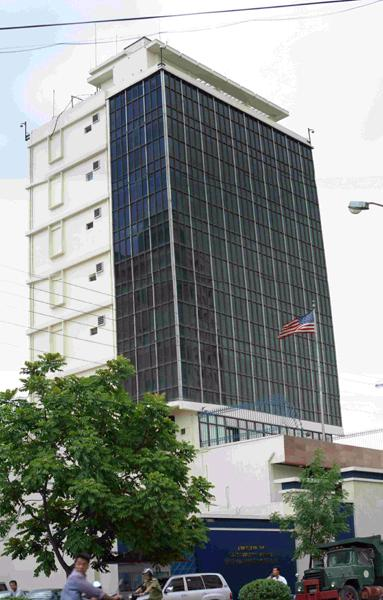
Ambaixada dels EUA a Hanoi

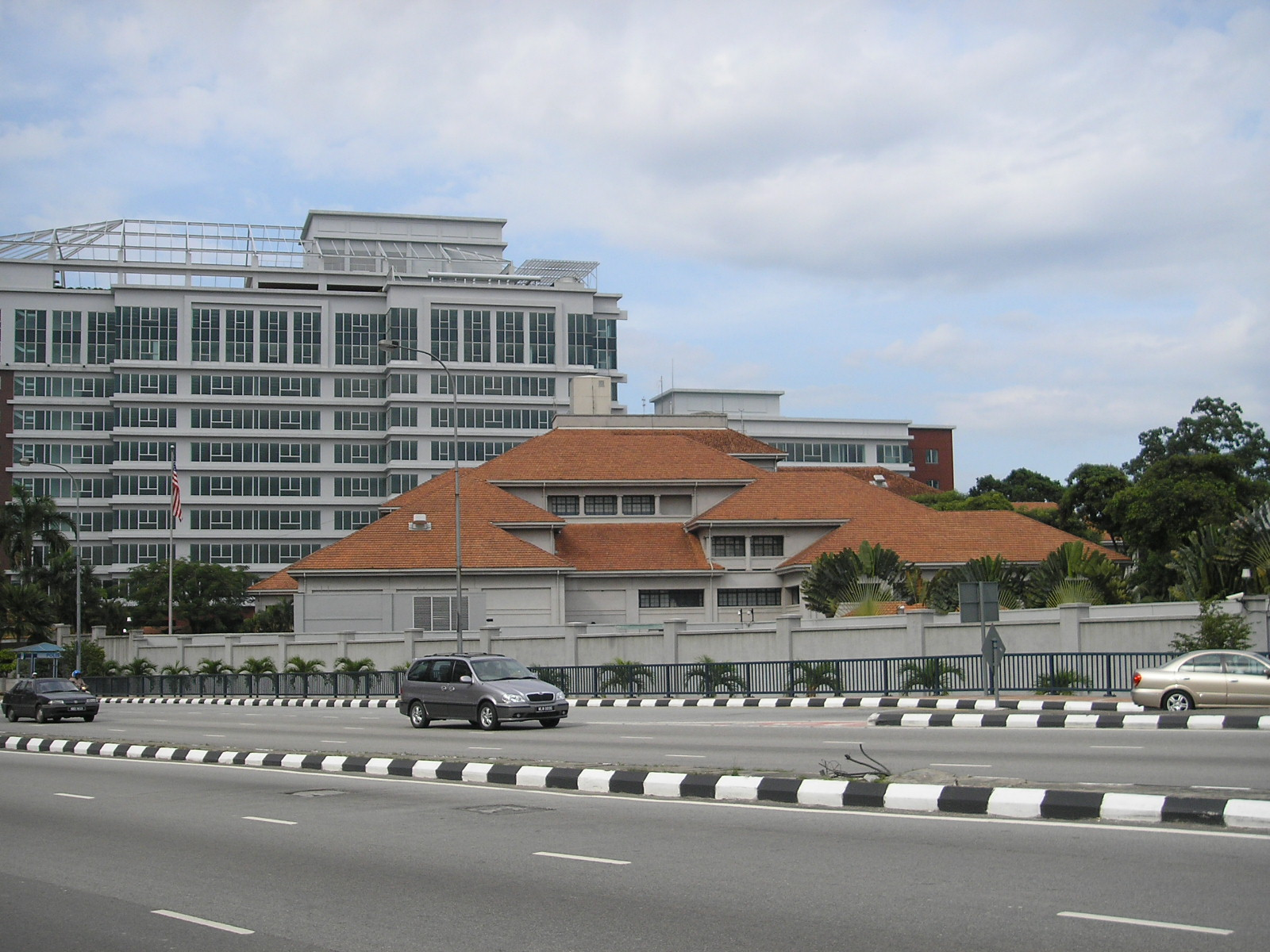
Ambaixada dels EUA a Kuala Lumpur

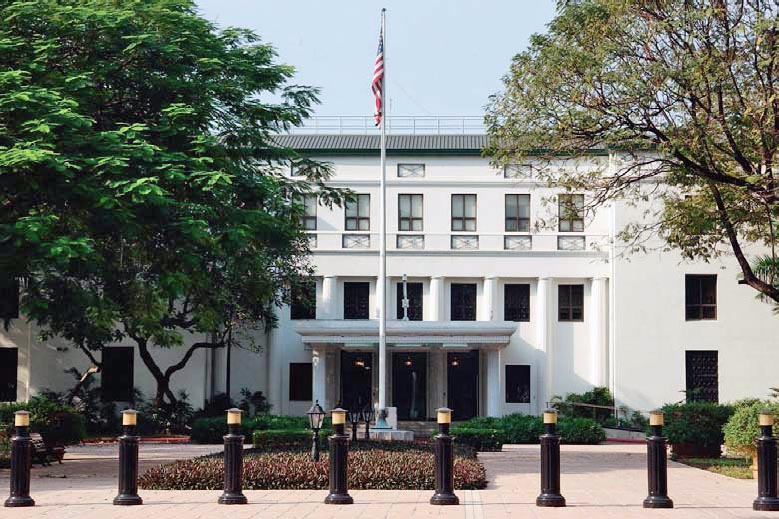
Ambaixada dels EUA a Manila

Aquesta és una llista de les missions diplomàtiques dels EUA.

## Història
El Marroc, el desembre de 1777, es va convertir en la primera nació a reconèixer els Estats Units i junts mantenen el tractat més llarg i ininterromput dels Estats Units.
Benjamin Franklin va establir la primera missió d'ultramar dels Estats Units a París el 1779. El 19 d'abril de 1782, John Adams va ser rebut pels Estats generals dels Països Baixos, i la República holandesa es va convertir en el tercer país, després del Marroc i França, que va reconèixer els Estats Units com a govern independent. Adams es va convertir llavors en el primer Ambaixador dels Estats Units als Països Baixos. i la casa que havia comprat a Fluwelen Burgwal 18 a La Haia, es va convertir en la primera ambaixada nord-americana del món.
En el període següent a la Revolució Americana, George Washington va enviar diversos consellers propers als tribunals de potencials europeus per obtenir el reconeixement de la independència dels Estats Units amb resultats mixtos, inclòs Thomas Jefferson, John Adams, Francis Dana i John Jay. Bona part dels primers cinquanta anys del  Departament d'Estat es va referir a la negociació amb les potències imperials europees sobre la integritat territorial de les fronteres dels Estats Units, tal com es coneix avui.
El primer consolat d'ultramar dels incipients Estats Units va ser fundat el 1790 a  Liverpool, Anglaterra, per  James Maury Jr., que va ser nomenat per Washington. Maury va ocupar el càrrec de 1790 a 1829. En aquell moment, Liverpool era el principal port de Gran Bretanya per al comerç transatlàntic i, per tant, de gran importància econòmica per a les antigues Tretze Colònies.
La primera propietat estrangera propietat dels Estats Units i la més llarga que posseeixen contínuament als Estats Units és la  Legació Americana a Tànger, que va ser un regal del Sultà del Marroc el 1821. En general durant el segle xix, les activitats diplomàtiques dels Estats Units es feien amb un pressupost mínim. Els Estats Units no tenien cap propietat a l'estranger i no proporcionaven residències oficials als seus enviats estrangers, els pagaven un salari mínim i els donaven el rang de ministres en lloc d'ambaixadors que representaven les grans potències, posició que els Estats Units només assoliren cap a finals de segle.
A la segona meitat del segle xix, el Departament d'Estat es va preocupar d'expandir els llaços comercials a Àsia, establir Libèria, frustrar el reconeixement diplomàtic dels  Confederació i garantir la seva presència a Amèrica del Nord. La Confederació tenia missions diplomàtiques al Regne Unit, França, Bèlgica, els Estats Papal, Rússia, Mèxic i Espanya, i missions consulars a Irlanda, Canadà, Cuba, Itàlia, Bermudes i  Nassau i New Providence .
Atés el predomini dels Estats Units al món durant el segle XX el departament d'estat bastí una xarxa d'ambaixades i altres missions diplomàtiques per tal d'establir relacions bilaterals i multilaterals a nivell internacional.Aquesta nova etapa comença amb la creació l'any 1926 de la comissió del Departament d'Estat dels Estats Units (Ministeri d'afers exteriors) d'edificis consolars i diplomàtics.

## Llista
Les esmentades a baix són totes les ambaixades i altres serveis i cossos diplomàtics que els EUA tenen dispersos arreu del món. Els EUA ha dividit alguns consolats i ha creat les "American Presence Post" (oficines del consolat molt petites, generalment a càrrec d'un únic representant) atesa la necessitat de crear una entitat que garanteixi únicament serveis consolars.

### Europa
- Albània
  - Tirana (ambaixada)
- Armènia
  - Erevan (ambaixada)
- Àustria
  - Viena (ambaixada)
- Azerbaidjan
  - Bakú (ambaixada)
- Bèlgica
  - Brussel·les (ambaixada)
- Bòsnia i Hercegovina
  - Sarajevo (ambaixada)
  - Banja Luka (oficina de l'ambaixada)
  - Mostar (oficina de l'ambaixada)
- Bulgària
  - Sofia (ambaixada)
- Croàcia
  - Zagreb (ambaixada)
- Txèquia
  - Praga (ambaixada)
- Dinamarca
  - Copenhaguen (ambaixada)
- Estònia
  - Tallinn (ambaixada)
- Finlàndia
  - Hèlsinki (ambaixada)
- França
  - París (ambaixada)
  - Estrasburg (consolat general)
  - Marsella (consolat general)
  - Rennes (oficina americana)
  - Bordeus (oficina americana)
  - Lió (oficina americana)
  - Tolosa de Llenguadoc (oficina americana)
- Geòrgia
  - Tbilisi (ambaixada)
- Alemanya
  - Berlín (ambaixada)
  - Frankfurt del Main (consolat general)
  - Leipzig (consolat general)
  - Düsseldorf (consolat general)
  - Hamburg (consolat general)
  - Múnic (consolat general)
- Grècia
  - Atenes (ambaixada)
  - Tessalònica (consolat general)
- Seu Apostòlica
  - Ciutat del Vaticà (ambaixada)
- Hongria
  - Budapest (ambaixada)
- Islàndia
  - Reykjavík (ambaixada)
- Irlanda
  - Dublín (ambaixada)
- Itàlia
  - Roma (ambaixada)
  - Milà (consolat general)
  - Florència (consolat general)
  - Nàpols (consolat general)
  - Palerm (agència consolar)
  - Gènova (agència consolar)
  - Venècia (agència consolar)
- Kosovo
  - Pristina (ambaixada)
- Letònia
  - Riga (ambaixada)
- Lituània
  - Vílnius (ambaixada)
- Luxemburg
  - Luxemburg (ambaixada)
- Macedònia del Nord
  - Skopje (ambaixada)
- Malta
  - La Valletta (ambaixada)
- Moldàvia
  - Chişinău (ambaixada)
- Montenegro
  - Podgorica (ambaixada)
- Països Baixos
  - La Haia (ambaixada)
  - Amsterdam (consolat general)
  - Willemstad (Curaçao), Antilles Holandeses (consolat general)
- Noruega
  - Oslo (ambaixada)
- Polònia
  - Varsòvia (ambaixada)
  - Cracòvia (consolat general)
- Portugal
  - Lisboa (ambaixada)
  - Ponta Delgada (consolat)
- Romania
  - Bucarest (ambaixada)
- Rússia
  - Moscou (ambaixada)
  - Sant Petersburg (consolat general)
- Sèrbia
  - Belgrad (ambaixada)
- Eslovàquia
  - Bratislava (ambaixada)
- Eslovènia
  - Ljubljana (ambaixada)
- Espanya
  - Madrid (ambaixada)
  - Barcelona (consolat general)
- Suècia
  - Estocolm (ambaixada)
- Suïssa
  - Berna (ambaixada)
  - Zúric (agència consolar)
  - Ginebra (agència consolar)
- Ucraïna
  - Kíev (ambaixada)
- Regne Unit
  - Londres (ambaixada)
  - Edimburg (consolat general)
  - Belfast (consolat general)
  - Hamilton (Bermudes) (consolat general)

### Amèrica del Nord
- Antigua i Barbuda
  - Saint John's (Antigua i Barbuda) (agència consolar)
- Barbados
  - Bridgetown (ambaixada)
- Bahames
  - Nassau (Bahames) (ambaixada)
- Belize
  - Belmopan (ambaixada)
- Canadà
  - Ottawa (ambaixada)
  - Calgary (consolat general)
  - Halifax (consolat general)
  - Mont-real (consolat general)
  - Ciutat de Quebec (consolat general)
  - Toronto (consolat general)
  - Vancouver (consolat general)
  - Winnipeg (consolat)
- Costa Rica
  - San José (Costa Rica) (ambaixada)
- Cuba
  - L'Havana (ambaixada)
- República Dominicana
  - Santo Domingo (ambaixada)
- El Salvador
  - San Salvador (ambaixada)
- Grenada
  - Saint George's (ambaixada)
- Guatemala
  - Ciutat de Guatemala (ambaixada)
- Haití
  - Port-au-Prince (ambaixada)
- Hondures
  - Tegucigalpa (ambaixada)
- Jamaica
  - Kingston (ambaixada)
  - Montego Bay (consolat general)
- Mèxic
  - Ciutat de Mèxic (ambaixada)
  - Ciutat Juárez (consolat general)
  - Guadalajara (Mèxic) (consolat general)
  - Hermosillo (consolat general)
  - Matamoros (consolat general)
  - Monterrey (consolat general)
  - Tijuana (consolat general)
  - Mérida (Mèxic) (consolat)
  - Nogales (consolat)
  - Nuevo Laredo (consolat)
  - Acapulco (agència consular)
  - Cabo San Lucas (agència consular)
  - Cancun (agència consular)
  - Ciudad Acuña (agència consular)
  - Cozumel (agència consular)
  - Ixtapa (agència consular)
  - Mazatlán (agència consular)
  - Oaxaca (agència consular)
  - Piedras Negras (agència consular)
  - Puerto Vallarta (agència consular)
  - Reynosa (agència consular)
  - San Luis Potosí (agència consular)
  - San Miguel de Allende (agència consular)
- Nicaragua
  - Managua (ambaixada)
- Panamà
  - Ciutat de Panamà (ambaixada)
- Trinitat i Tobago
  - Port-of-Spain (ambaixada)

### Amèrica del Sud
- Argentina
  - Buenos Aires (ambaixada)
- Bolívia
  - La Paz (ambaixada)
- Brasil
  - Brasília (ambaixada)
  - Rio de Janeiro (consolat general)
  - São Paulo (consolat general)
  - Recife (consolat)
  - Belém (agència consular)
  - Fortaleza (agència consular)
  - Manaus (agència consular)
  - Porto Alegre (agència consular)
  - Salvador de Bahia (agència consular)
- Xile
  - Santiago de Xile Cartagena de Indias
- Colòmbia
  - Bogotà Cartagena de Indias
  - Cartagena de Indias (oficina de l'ambaixada)
- Equador
  - Quito (ambaixada)
  - Guayaquil (consolat general)
- Guyana
  - Georgetown (ambaixada)
- Paraguai
  - Asunción (ambaixada)
- Perú
  - Lima (ambaixada)
  - Cusco (agència consular)
- Surinam
  - Paramaribo (ambaixada)
- Uruguai
  - Montevideo (ambaixada)

### Orient Mitjà
- Bahrain
  - Al-Manama (ambaixada)
- Xipre
  - Nicòsia (ambaixada)
- Iraq
  - Bagdad (ambaixada)
  - Basra (consolat general)
  - Kirkuk (oficina de l'ambaixada)
  - Mosul (oficina de l'ambaixada)
- Israel
  - Tel-Aviv (ambaixada)
  - Jerusalem (consolat general)
- Jordània
  - Amman (ambaixada)
- Kuwait 
  - Ciutat de Kuwait (ambaixada)
- Líban
  - Beirut (ambaixada)
- Oman
  - Mascat (ambaixada)
- Palestina
  - Jerusalem (consolat general)
- Qatar
  - Doha (ambaixada)
- Aràbia Saudita
  - Al-Riyad (ambaixada)
  - Dhahran (consolat general)
  - Jeddah (consolat general)
- Turquia
  - Ankara (ambaixada)
  - Istanbul (consolat general)
  - Adana (consolat)
- Emirats Àrabs Units
  - Abu Dhabi (ambaixada)
  - Dubai (consolat general)

### Africa
- Algèria
  - Alger (ambaixada)
- Angola
  - Luanda (ambaixada)
- Benín
  - Cotonou (ambaixada)
- Botswana
  - Gaborone (ambaixada)
- Burkina Faso
  - Ouagadougou (ambaixada)
- Burundi
  - Bujumbura (ambaixada)
- Camerun
  - Yaoundé (ambaixada)
- Cap Verd
  - Praia (ambaixada)
- República Centreafricana
  - Bangui (ambaixada)
- Txad
  - N'Djamena (ambaixada)
- Rep. del Congo
  - Brazzaville (ambaixada)
- Costa d'Ivori
  - Abidjan (ambaixada)
- R.D. del Congo
  - Kinshasa (ambaixada)
- Djibouti
  - Djibouti (ambaixada)
- Egipte
  - Caire (ambaixada)
- Guinea Equatorial
  - Malabo (ambaixada)
- Eritrea
  - Asmara (ambaixada)
- Eswatini
  - Mbabane (ambaixada)
- Etiòpia
  - Addis Abeba (ambaixada)
- Gabon
  - Libreville (ambaixada)
- Gàmbia
  - Banjul (ambaixada)
- Ghana
  - Accra (ambaixada)
- Guinea
  - Conakry (ambaixada)
- Kenya
  - Nairobi (ambaixada)
- Lesotho
  - Maseru (ambaixada)
- Libèria
  - Monròvia (ambaixada)
- Madagascar
  - Antananarivo (ambaixada)
- Malawi
  - Lilongwe (ambaixada)
- Mali
  - Bamako (ambaixada)
- Mauritània
  - Nouakchott (ambaixada)
- Maurici
  - Port Louis (ambaixada)
- Marroc
  - Rabat (ambaixada)
  - Casablanca (consolat general)
- Moçambic
  - Maputo (ambaixada)
- Namíbia
  - Windhoek (ambaixada)
- Níger
  - Niamey (ambaixada)
- Nigèria
  - Abuja (ambaixada)
  - Lagos (consolat general)
- Ruanda
  - Kigali (ambaixada)
- Senegal
  - Dakar (ambaixada)
- Seychelles
  - Victòria (ambaixada)
- Sierra Leone
  - Freetown (ambaixada)
- Sud-àfrica
  - Pretòria (ambaixada)
  - Ciutat del Cap (consolat general)
  - Durban (consolat general)
  - Johannesburg (consolat general)
- Sudan del Sud
  - Juba (ambaixada)
- Tanzània
  - Dar es Salaam (ambaixada)
- Togo
  - Lomé (ambaixada)
- Tunísia
  - Tunis (ambaixada)
- Uganda
  - Kampala (ambaixada)
- Zàmbia
  - Lusaka (ambaixada)
- Zimbàbue
  - Harare (ambaixada)

### Àsia
- Bangladesh
  - Dhaka (ambaixada)
- Brunei
  - Bandar Seri Begawan (ambaixada)
- Cambodja
  - Phnom Penh (ambaixada)
- Índia
  - Nova Delhi (ambaixada)
  - Chennai (consolat general)
  - Hyderabad (consolat general)
  - Kolkata (consolat general)
  - Mumbai (consolat general)
- Indonèsia
  - Jakarta (ambaixada)
  - Denpasar (oficina consular)
  - Surabaya (consolat general)
- Japó
  - Tòquio (ambaixada)
  - Nagoya (consolat)
  - Sapporo (consolat general)
  - Fukuoka (consolat)
  - Osaka (consolat general)
  - Naha (consolat general)
- Kazakhstan
  - Astanà (ambaixada)
  - Almati (oficina de l'ambaixada)
- Kirguizstan
  - Bixkek (ambaixada)
- Laos
  - Vientiane (ambaixada)
- Malàisia
  - Kuala Lumpur (ambaixada)
- Mongòlia
  - Ulan Bator (ambaixada)
- - Yangon (ambaixada)
- Nepal
  - Katmandú (ambaixada)
- Pakistan
  - Islamabad (ambaixada)
  - Karachi (consolat general)
  - Lahore (consolat)
  - Peshawar (consolat)
- Filipines
  - Manila (ambaixada)
  - Cebu (agència consolar)
- Singapur
  - Singapur (ambaixada)
- Corea del Sud
  - Seül (ambaixada)
  - Busan (Oficina)
- Sri Lanka
  - Colombo (ambaixada)
- República de la Xina (Taiwan)
  - Taipei (Institut Americà de Taiwan)
  - Kaohsiung (Institut Americà de Taiwan)
- Tadjikistan
  - Duixanbe (ambaixada)
- Tailàndia
  - Bangkok (ambaixada)
  - Chiang Mai (consolat general)
- Timor Oriental
  - Dili (ambaixada)
- Turkmenistan
  - Aşgabat (ambaixada)
- Uzbekistan
  - Taixkent (ambaixada)
- Vietnam
  - Hanoi (ambaixada)
  - Ciutat Ho Chi Minh (consolat general)
- R.P. de la Xina
  - Beijing (ambaixada)
  - Chengdu (consolat general)
  - Guangzhou (consolat general)
  - Hong Kong (consolat general)
  - Xangai (consolat general)
  - Shenyang (consolat general)
  - Wuhan (consolat general)

### Oceania
- Austràlia
  - Canberra (ambaixada)
  - Melbourne (consolat general)
  - Perth (consolat general)
  - Sydney (consolat general)
- Fiji 
  - Suva (ambaixada)
- Illes Marshall
  - Majuro (ambaixada)

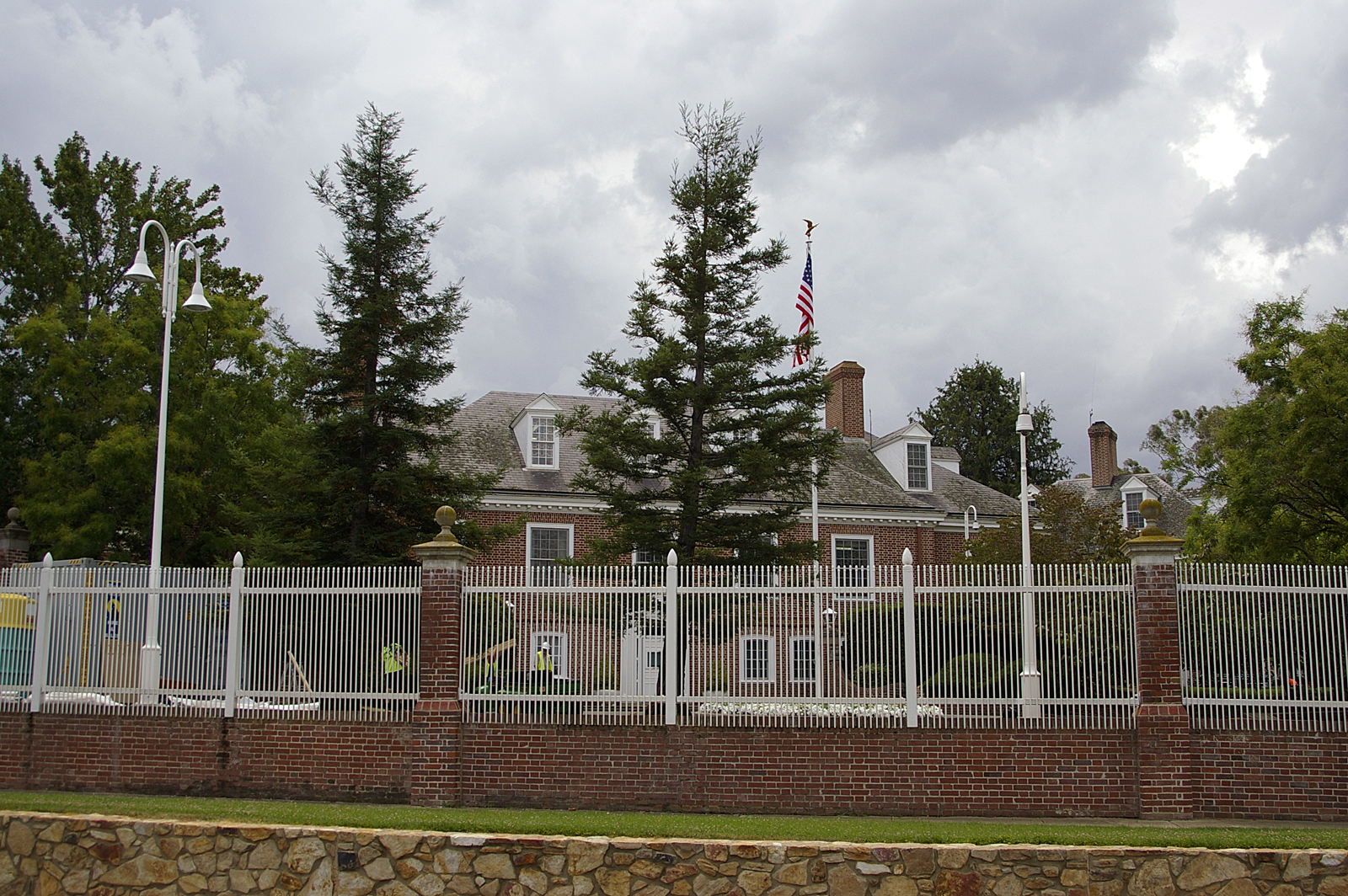
ambaixada dels EUA a Canberra

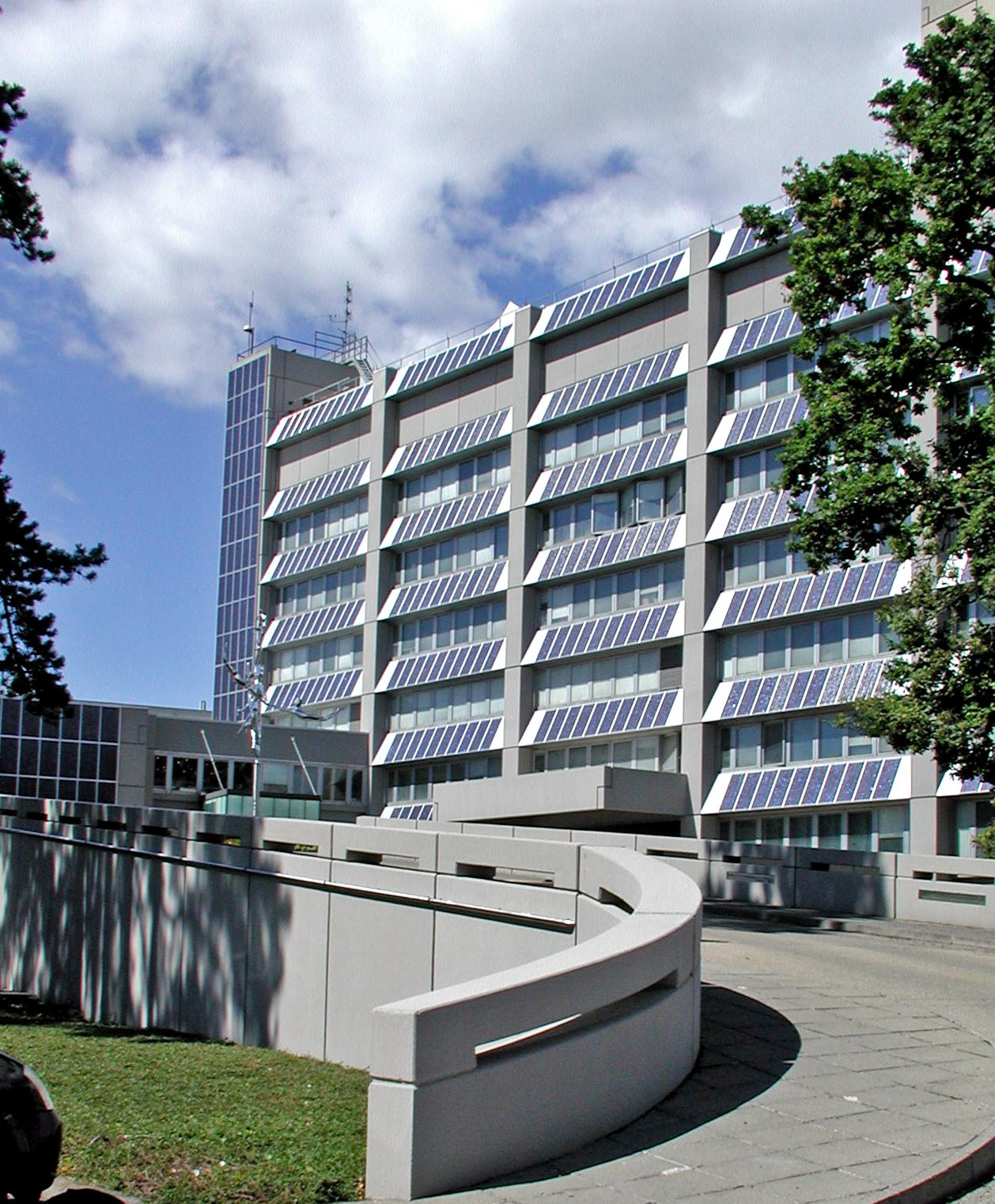
La missió estatunidenca de les Nacions Unides (Ginebra)fou el primer edifici diplomàtic dels Estats Units a construir-se amb un sistema de captament d'energia solar

- Federated States of Micronesia
  - Kolonia (ambaixada)
- Nova Zelanda
  - Wellington (ambaixada)
  - Auckland (consolat general)
- República de Palau
  - Koror (ambaixada)
- Papua Nova Guinea
  - Port Moresby (ambaixada)
- Salomó
  - Honiara (ambaixada)
- Samoa
  - Apia (ambaixada)
- Tonga
  - Nuku'alofa (ambaixada)

### Organitzacions Internacionals
- Brussel·les (Delegacions a la Unió Europeai l'OTAN)
- Ginebra (Delegacions a Organitzacions Internacionals)
- Jakarta (Delegació a l'Associació de Nacions del Sud-est Asiàtic)
- Mont-real (Delegació a l'Organització d'Aviació Civil Internacional)
- Nova York (Delegació a les Nacions Unides)
- París (Delegacions a l'Organització per a la Cooperació i el Desenvolupament Econòmic i la UNESCO)
- Roma (Delegació a la FAO)
- Viena (Delegacions a les Nacions Unidesi l'Organització per a la Seguretat i la Cooperació a Europa)
- Washington, D.C. (Cos diplomàtic inclòs a l'Organització dels Estats Americans)

## Galeria d'imatges

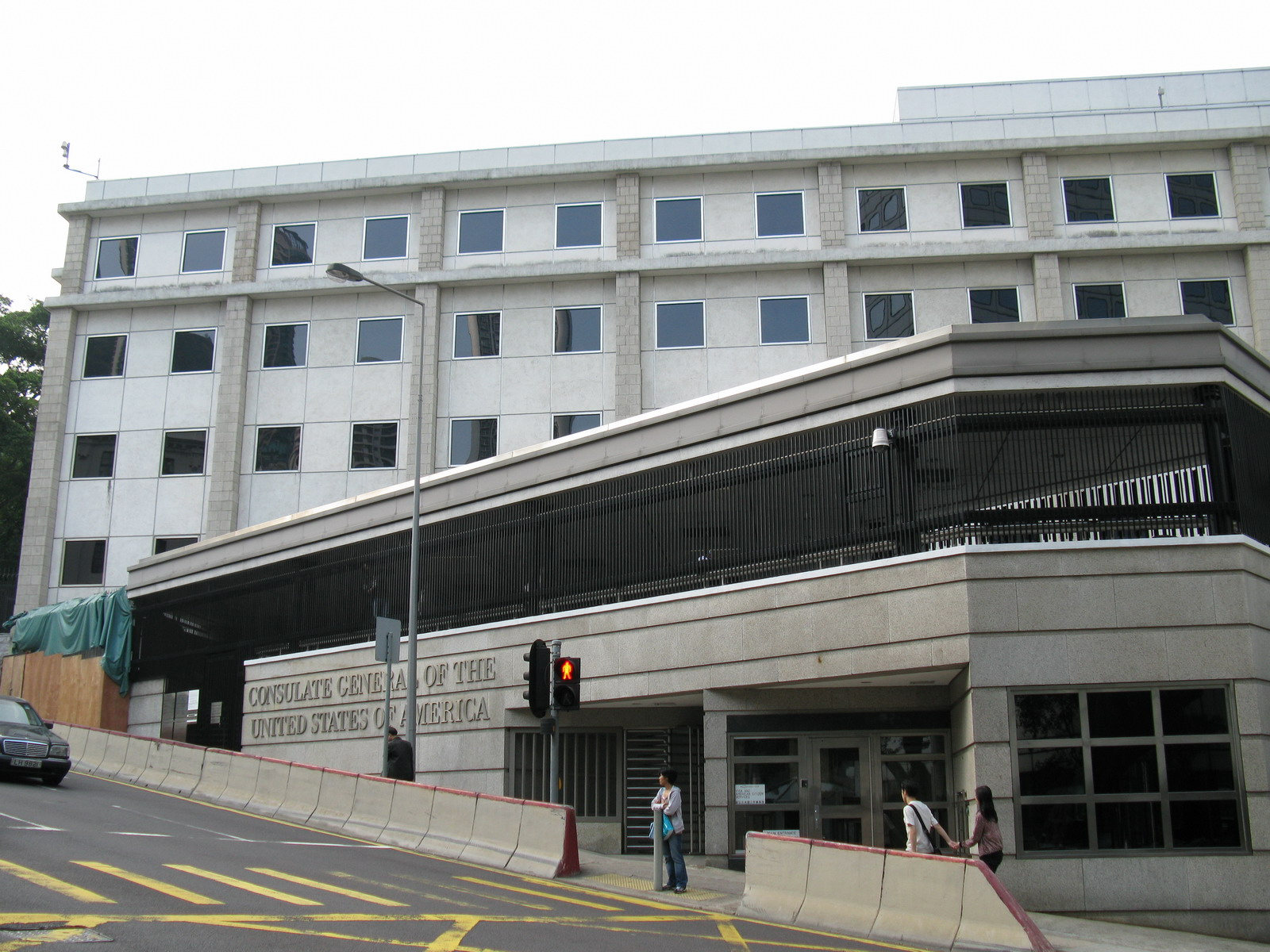
Consolat general dels EUA a Hong Kong
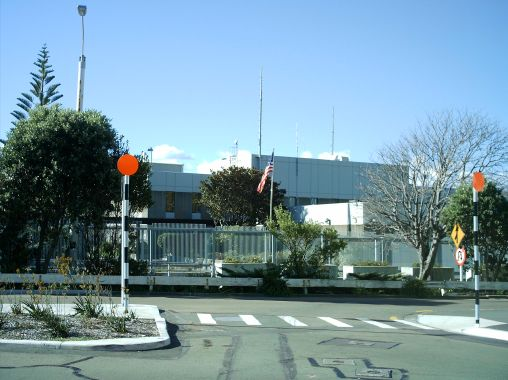
Ambaixada dels EUA a Wellington
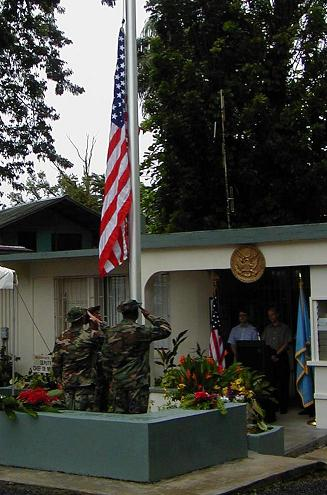
Ambaixada dels EUA a Kolonia
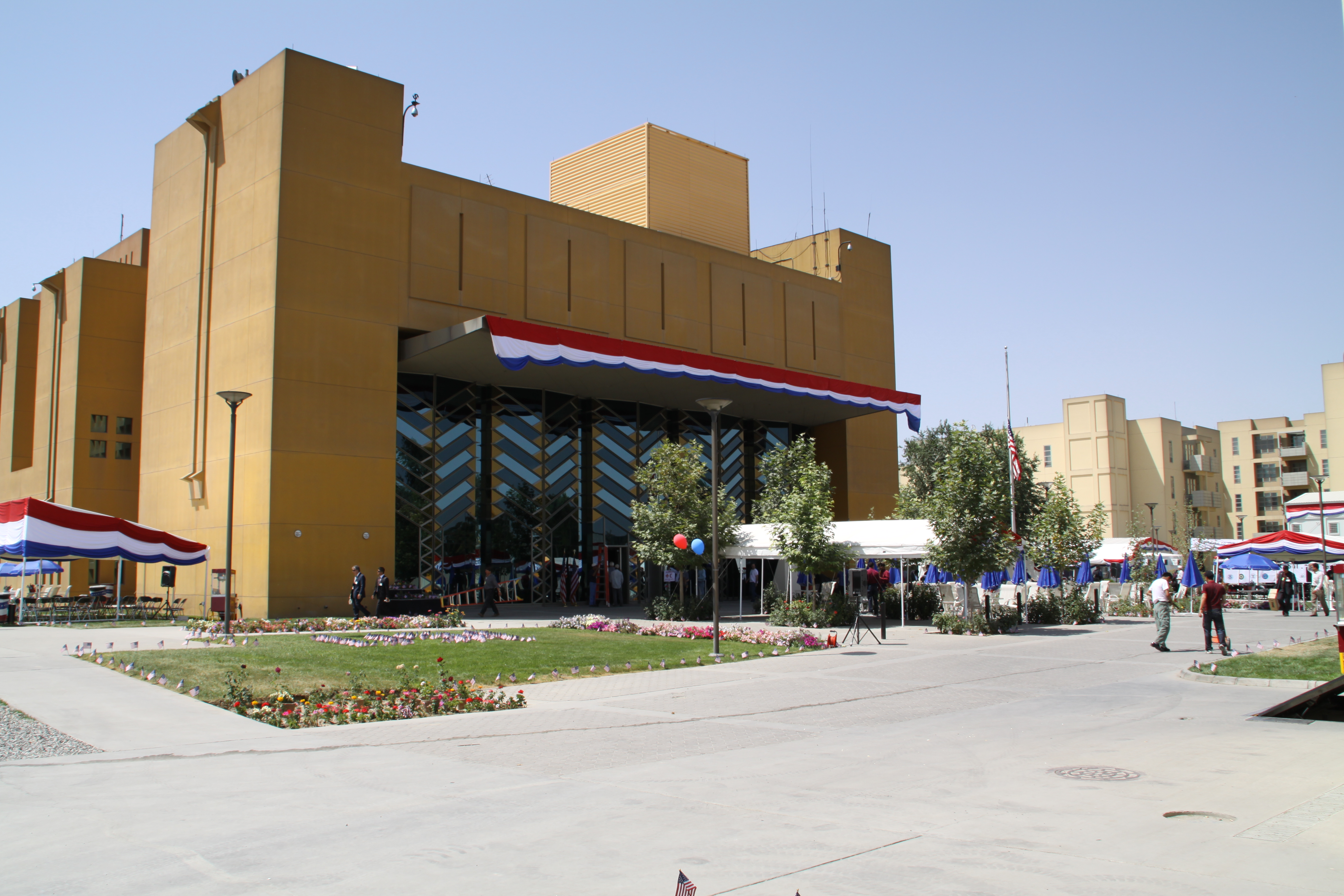
Ambaixada dels EUA a Kabul el 4 de juliol del 2010